# 马扎尔人征服喀尔巴阡盆地

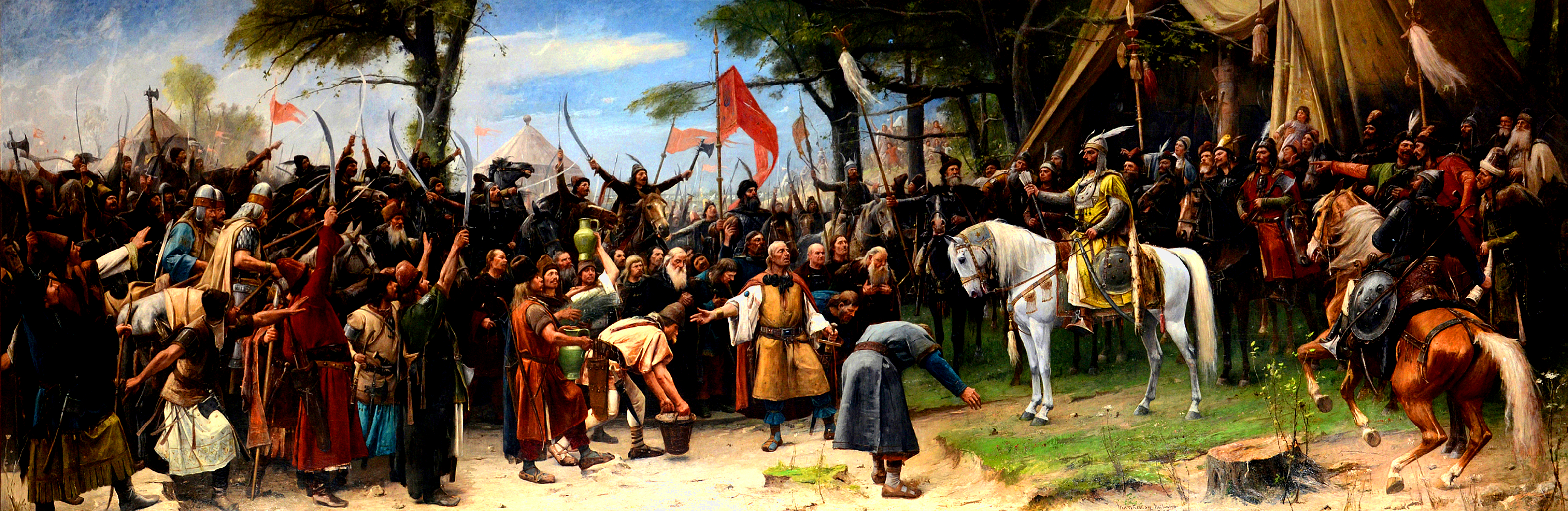
马扎尔人征服（喀尔巴阡盆地）——米哈伊·蒙卡奇的画作

马扎尔人征服喀尔巴阡盆地，又稱征服家園（匈牙利語：honfoglalás），是人們对一系列历史事件的统称，这一系列事件以马扎尔人于9世纪末—10世纪初定居于中欧而告终。在马扎尔人到来前，三支中世纪早期势力——保加利亚第一帝国（681年—1018年）、東法蘭克王國（843年—962年）和大摩拉维亚公国（833年—约907年）——曾为控制喀尔巴阡盆地而混战。三支势力都曾雇佣过马扎尔骑手为士兵。因此，居住在喀尔巴阡山脉以东的東歐大草原上的马扎尔人便渐渐熟悉了喀尔巴阡盆地这片未来的家园领土。
马扎尔人的征服始于民族大遷徙的背景下。马扎尔人有计划地占领了喀尔巴阡盆地，并在862—895年进行了长时间的迁入。其他理论断言，马扎尔人在894或895年佩切涅格人和保加尔人的联合进攻后越过喀尔巴阡山脉。他们首先控制住了多瑙河以东的匈牙利大平原，之后又在900年袭击并占领了潘诺尼亚（多瑙河以西的地区）。接着，他们趁大摩拉维亚公国爆发内乱，在902年—906年吞并该国领土。
907年7月4日，马扎尔人在普雷斯堡战役中击败巴伐利亚公国军队，巩固了对喀尔巴阡盆地的控制。899年—955年，马扎尔人对西欧发动了一系列军事行动；还在943年—971年攻打过東羅馬帝國的领土。但他们最终还是逐渐在喀尔巴阡盆地安居下来，在1000年左右建立了基督教君主制政权——匈牙利王国。

## 背景

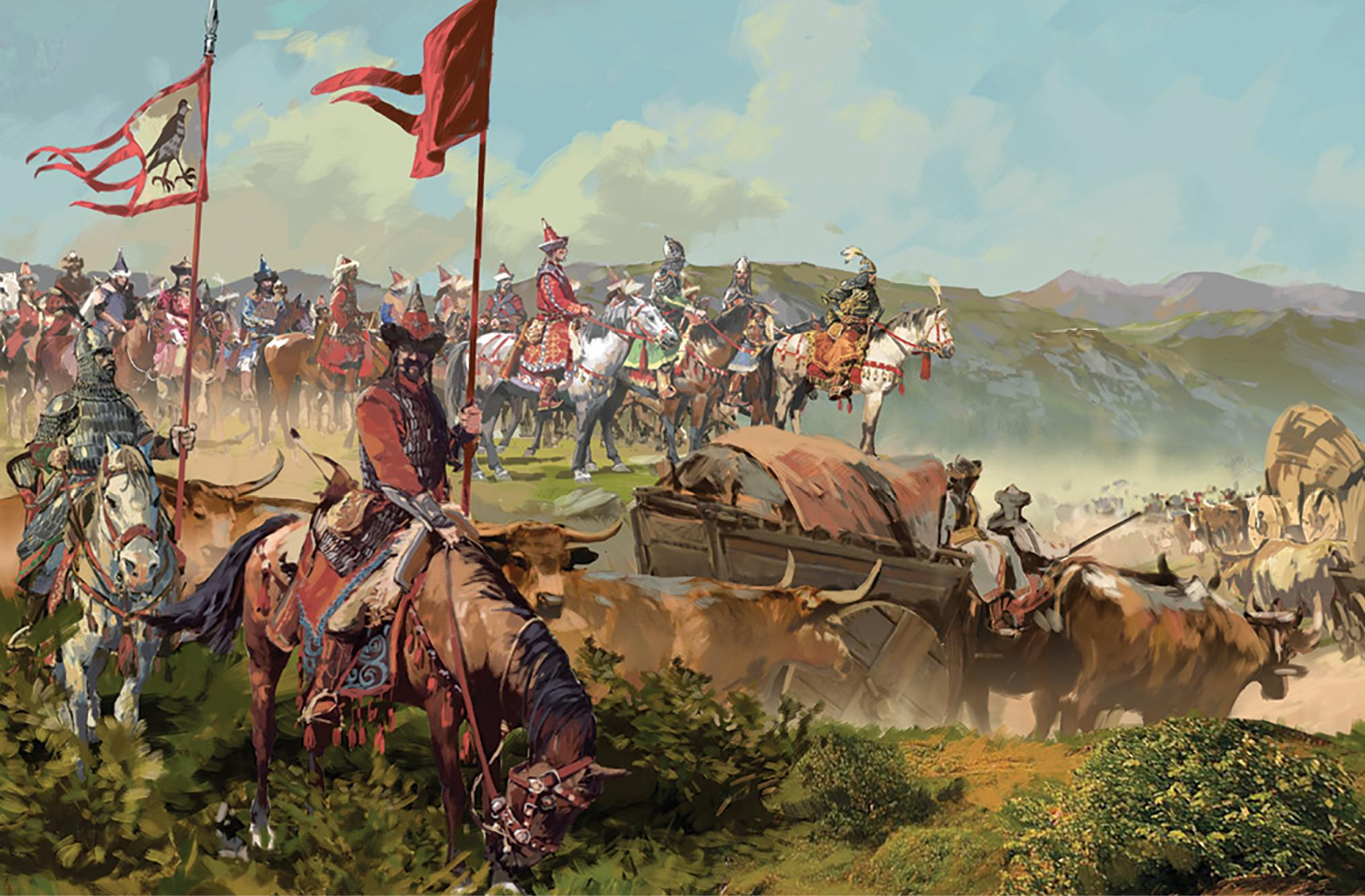
马扎尔人征服喀尔巴阡盆地

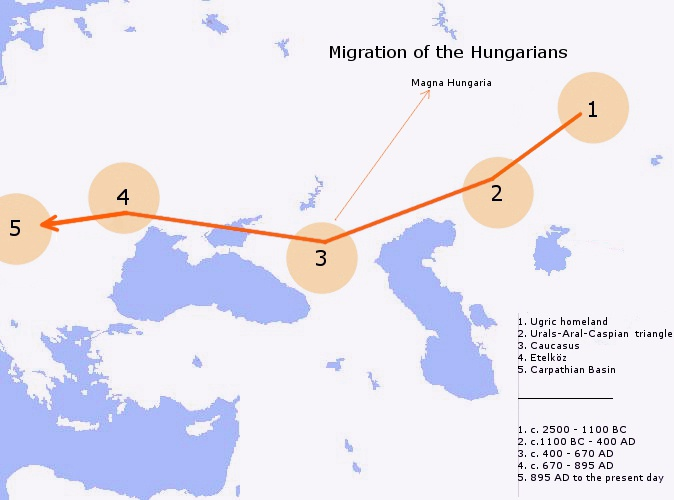
推测的匈牙利史前史的地图

### 前征服时期的马扎尔人
从860年代开始，马扎尔人对喀尔巴阡盆地有了深入的认识，他们后来进入了这一片地理统一但政治分裂的土地。.阿瓦尔汗国崩溃后，东法兰克人在外多瑙地区确立了自己的影响，保加尔人将幸存的阿瓦尔人安置在南特兰西瓦尼亚及内陆的一小部分地区中。据一种考古理论称，阿瓦尔人在马扎尔人征服喀尔巴阡盆地时幸存了下来。在权力真空下，马扎尔人精英采纳了阿瓦尔汗国的制度，没有进行过大屠杀，也没有发现过万人坑的踪迹，这可以视为喀尔巴阡盆地居民的和平过渡。其他学者对晚期阿瓦尔人和马扎尔征服者之间的联系及（或）喀尔巴阡盆地的“双重征服”（kettős honfoglalás）表示不屑一顾。据历史学家巴林特·乔纳德的说法，“（最初的理论）一点都站不住脚”，并且“一个令人信服的证据是，阿瓦尔时期和征服时期的骨骼样本之间的真正相似性只能在4.5%的理论潜在案例中得到证明”。
《修道士乔治的〈编年史〉续编》包含了对马扎尔人最早的确定引用。其中指出，马扎尔战士于836年或837年代表保加尔人干预了东罗马帝国与保加尔人在多瑙河下游地区的冲突。马扎尔人在中欧的第一次已知袭击记录在《圣贝尔坦编年史》中，其中写到“敌人，称作匈牙利人，此前从未得知过”，他们在862年蹂躏了日耳曼人路易的领土。维克多·斯皮内伊和其他历史学家认为，大摩拉维亚公国的罗斯季斯拉夫在于日耳曼人路易交战时，雇佣了马扎尔人入侵东法兰克王国。萨尔茨堡大主教迪特马尔一世在他于900年左右写的信中明确表示，摩拉维亚人经常与马扎尔人结盟以对抗日耳曼人。
多年来，[摩拉维亚人]实际上犯下了他们只诬告过我们一次的罪行。他们自己收留了大量匈牙利人，并按照异教徒的习俗剃光了自己的头发，派他们去对付我们的基督徒，战胜了他们，把一些人当作俘虏带走，一些人杀死，还有一些人被囚禁起来，死于饥渴。——萨尔茨堡大主教迪特马尔及其副主教于900年左右写给教宗若望九世的信
君士坦丁七世提到，马扎尔人居住在他们称之为艾泰尔克兹的土地上，直到他们穿越喀尔巴阡山脉发动入侵。他补充说，艾泰尔克兹位于Barouch、Koubou、Troullos、Broutos和Seretos五条河流流经的土地上。尽管前两条河流与第聂伯河及南布格河的关系并未得到一致接受，但后三条河流无疑指的是德涅斯特河、普鲁特河和锡雷特河。在Adiamka河附近的苏博齐，发现了三座坟墓（其中一座属于一名男性，随葬的有他的马的头骨和腿），这三座坟墓被认为属于前征服时代的马扎尔人。然而，这些坟墓的历史可以追溯到10世纪。

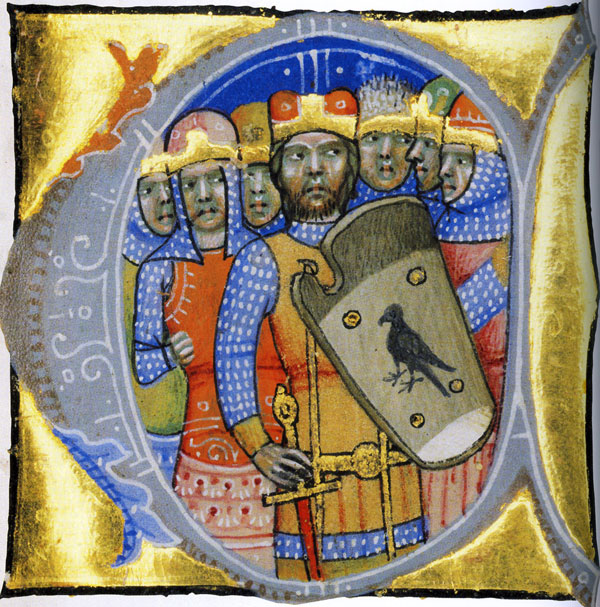
《插图编年史》中描绘的马扎尔七部落首领

马扎尔人分为七个部落，这七部组成了一个部落联盟。君士坦丁七世提及到了这个数字。无名氏似乎保留了部落联盟的匈牙利语Hetumoger（七个匈牙利人），尽管他认为是“七个主要人物”共同使用这一个名称，而非这是一个政治组织。
卡巴尔人的加入加强了部落联盟的实力。据君士坦丁七世所说，在马扎尔人反抗可萨汗国的暴动失败后，卡巴尔人加入了他们。马扎尔人和卡巴尔人在较长版本的《萨尔茨堡编年史》中被提及，其中提到马扎尔人在维也纳周边作战，而卡巴尔人于881年在附近的库尔米特（Culmite）作战。马德贾鲁提出，卡巴尔人在881年左右时便已经在喀尔巴阡盆地的蒂萨平原，这可能是《匈牙利人事迹》在记述马扎尔征服时出现对库曼人的不合理的引用的原因。
根据艾哈迈德·伊本·鲁斯塔和加尔迪兹（分别是10世纪和11世纪的穆斯林学者，他们的地理书籍保存了布哈拉的阿卜·阿卜杜拉·贾哈尼早期著作的文本）的说法，马扎尔部落联盟处于双重领导之下。马扎尔人名义上的或者说宗教领袖被称为“金迪”，而他们的军事领袖则称为“久洛”。同一作者补充说，久洛指挥着一支由20000名骑兵组成的军队，但这个数字的可靠性尚不确定。
普吕姆的雷吉诺和其他当时的作者将9世纪的马扎尔人描述为游牧战士。利奥六世强调了马匹对他们的军事战术的重要性。对马扎尔战士坟墓中发现的马头骨的分析并未发现这些马与西方品种之间的明显差异。雷吉诺指出，马扎尔人“对组队肉搏和攻城一无所知”，但他强调了他们的射箭技能。遗迹表明，复合弓是匈牙利人最重要的武器。此外，在那个时期的许多战士的墓葬中，出土了略微弯曲的佩刀。雷吉诺指出，马扎尔人善于欺骗，例如在战斗中佯装撤退。同时代的作家也讲述了他们的心狠手辣，以对定居点中的成年男性进行屠杀为代表。
（匈牙利人）装备有剑、护甲、弓和长枪。因此，在战斗中，他们中的大多数人往往双持武器，将长枪高高地扛在肩上，手里拿着弓箭。他们根据需要使用两者，但当被追赶时，他们利用弓箭发挥了极大的优势。他们不仅自己穿着盔甲，而且他们的杰出人物的马匹前面也覆盖着铁或夹棉材料。为了训练在马背上射箭，他们投入了大量精力。一大群马匹跟在他们后面，提供食物和马奶，同时给人一种人数众多的印象。——利奥六世，《战术》

### 喀尔巴阡盆地的居民
根据现存的匈牙利编年史，很明显，在马扎尔征服前居住在喀尔巴阡盆地的族群名单有不止一份。例如，无名氏首先写道，“斯拉夫人、保加尔人、弗拉赫人及罗马人的牧羊人”居住在这片领土上，但他后来又提到了“一个叫科扎尔（Kozar）的民族”以及塞凯伊人。同样，凯扎的西蒙首先列出了“斯拉夫人、希腊人、日耳曼人、摩拉维亚人和弗拉赫人”，但他后来又补充说，塞凯伊人也生活在该地区。根据麦卡特尼的说法，这些名单基于多个来源，并没有记录900年左右喀尔巴阡盆地的真实情况。尤安-奥列尔·波普说，凯扎的西蒙列出了居住在马扎尔人征服的及其附近的土地上居住的族群。
马扎尔人从讲斯拉夫语族语言的人群中借来了喀尔巴阡盆地最长河流的古老（凯尔特语、达契亚语或日耳曼语）名称。例如，多瑙河（Duna）、德拉瓦河（Dráva）、赫龙河（Garam）、穆列什河（Maros）、奥尔特河（Olt）、萨瓦河（Száva）、蒂萨河（Tisza）和瓦赫河（Vág）的匈牙利语名称就是借自斯拉夫人。马扎尔人还采用了大量源自斯拉夫语的水文词，如Balaton（“沼泽”）、Beszterce（“湍急的河流”）、Túr（“野牛溪”）和Zagyva（“乌黑的河流”）。起源于斯拉夫语的地名在喀尔巴阡盆地比比皆是。例如，Csongrád（“黑色堡垒”）、Nógrád（“新堡垒”）、Visegrád（“城堡”）以及其它中世纪早期的堡垒都带有斯拉夫语名称，而凯斯特海伊的名称Keszthely则保留了拉丁语中的堡垒（castellum），经由斯拉夫语中介进入匈牙利语。
除了斯拉夫人之外，还可以根据地名证明讲日耳曼语的人口存在。例如，匈牙利人采用了Vulka河名称的日耳曼化形式（其名称的词源是斯拉夫语），870年左右一份被称为《巴伐利亚人和卡兰塔尼亚人的皈依》的文件列出了潘诺尼亚的日耳曼地名，包括Salapiugin（“佐洛河的弯道”）和Mosapurc（“沼泽中的堡垒”）。伯尔萨河（Barca）、巴拉奥尔特河（Barót）和其他河流的名字可能起源于突厥语或斯拉夫语。
根据瑟凯·贝洛·米克洛什的理论，同时期西方资料对马扎尔人的详细描述以及匈牙利对地方战争的直接干预表明，匈牙利自9世纪中叶以来就已经生活在喀尔巴阡盆地东部的土地上。关于早期马扎尔人定居点的正确位置，870年代的阿拉伯地理学家贾哈尼（他的作品只在其他穆斯林作家的论文中留存了一些片段）将马扎尔人置于顿河和多瑙河之间。瑟凯认为贾哈尼提及的多瑙河指的是多瑙河中游地区，而非之前假设的下游地区，因为根据贾哈尼的描述，信仰基督教的摩拉维亚人是马扎尔人的西邻。

### 帝国的边境

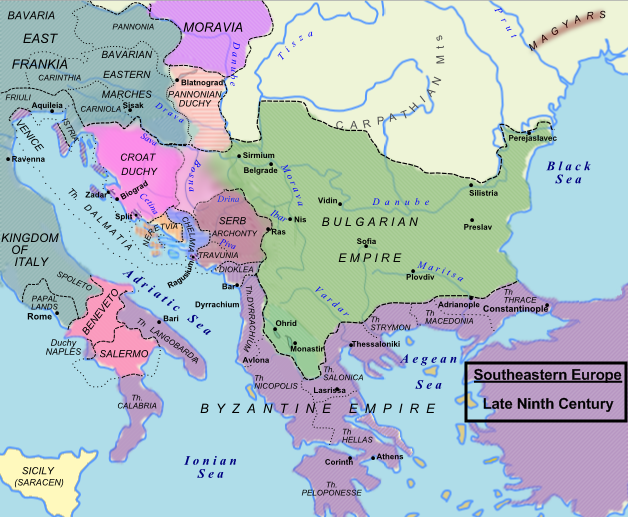
850年左右的中欧和东南欧

从560年代开始，喀尔巴阡盆地由讲突厥语的阿瓦尔人控制。到达该地区后，他们对统治者蒂萨河以东地区的格皮德人实施统治。然而，根据《巴伐利亚人和卡兰塔尼亚人的皈依》中对870年左右居住在下潘诺尼亚的族群的描述，格皮德人一直存在到9世纪下半叶。
阿瓦尔人最初是游牧民，但三四代人使用的大型墓地以及越来越多的定居点都证明了他们从8世纪开始就采用了定居的生活方式。791—795年，查理曼摧毁了阿瓦尔人的国家，占领了外多瑙地区并将其并入了自己的帝国。对巴拉顿马扎罗德、奈迈什凯尔和其他外多瑙地区的中世纪早期农村定居点的考古调查表明，它们的主要特征并未随着阿瓦尔汗国的衰落而改变。新的定居点出现在以前的边境地区，在当代巴伐利亚、保加利亚、克罗地亚、摩拉维亚和其他遥远的地区，墓地的特点是具有明显类似的物品。在佐洛索包尔出土了一座由木墙保卫的庄园（类似于加洛林王朝其他地区的贵族宫廷）。
仍然在他们的可汗统治下的阿瓦尔人经常受到斯拉夫战士的袭击。因此，可汗请求查理曼让他的人民在潘诺尼亚的松博特海伊和彼得罗内尔之间的地区定居。他的请愿书于805年被接受。《巴伐利亚人和卡兰塔尼亚人的皈依》将阿瓦尔人列为870年左右天主教萨尔茨堡总教区管辖下的民族之一。据沃尔特·波尔的说法，“事实证明，阿瓦尔人的国家及其传统的崇高主张失败后，保持阿瓦尔认同是不可能的。”外多瑙地区考古证据的增加也假定10世纪前夕喀尔巴阡盆地有阿瓦尔人存在。考古发现表明，匈牙利大平原上有着大量晚期阿瓦尔人存在，但很难确定正确的年代。
日耳曼人路易于860年为马特塞修道院颁发的特许状证明乌古尔人（另一支突厥人）也存在于该地区。该特许状提到了位于喀尔巴阡盆地最西端地区的“Wangars行军”（marcha uuangariourum）。Wangars一词似乎反映了乌古尔人民族名称的斯拉夫语形式。

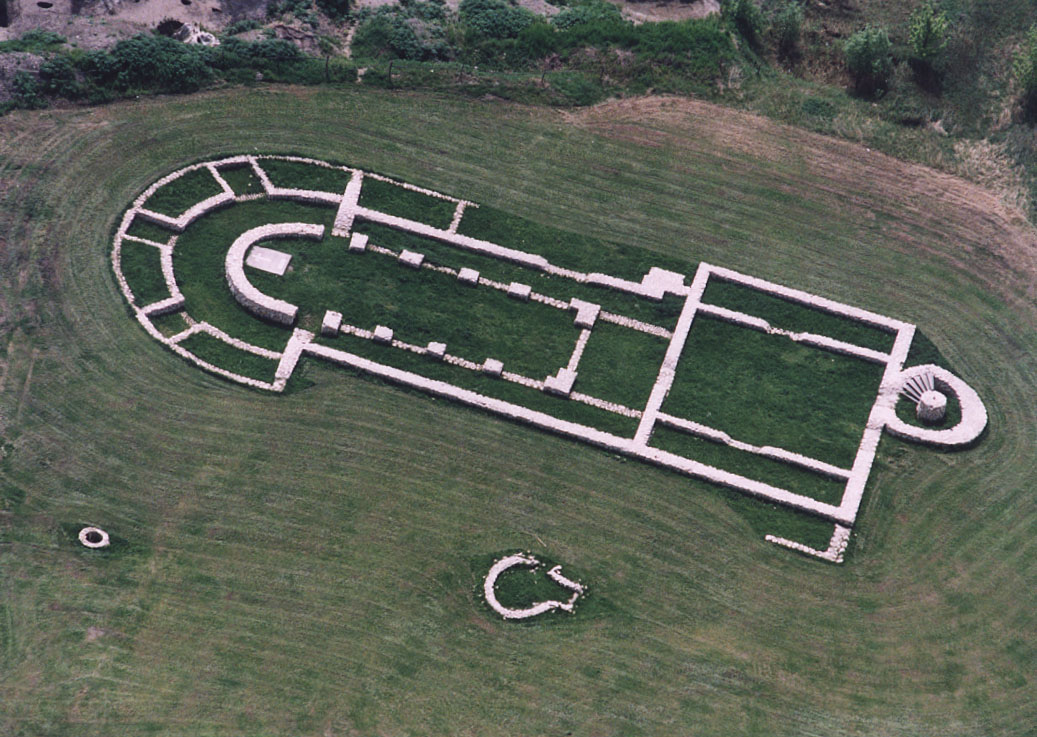
9世纪佐洛堡的教堂遗址

隶属于法兰克王国的领地最初由皇家官员和当地酋长管理。840年左右，一位名叫普里比纳的斯拉夫王子在佐洛河沿岸获得了大片庄园。他促进了这些土地的殖民化，并在沼泽地中建立了一座名为佐洛堡的堡垒。该堡垒最初由木墙防御，这个“城堡建筑群”（罗瑙-陶什·安德拉什所称）成为了一个行政中心。世纪末，城堡被干石墙加固。在定居点内和周围出土了四座被墓地包围的教堂，其中至少一个一直被使用到11世纪。
普里比纳于861年在与摩拉维亚人的战斗中死去，其子科塞尔继承了他的庄园。876年左右，东法兰克国王卡洛曼的婚生子阿努尔夫继承了科塞尔的位置。据《富尔达编年史》记载，在他的统治下，摩拉维亚军队介入了被称为“威廉敏内战争”的冲突，并在882—884年“夷平拉布河以东”。

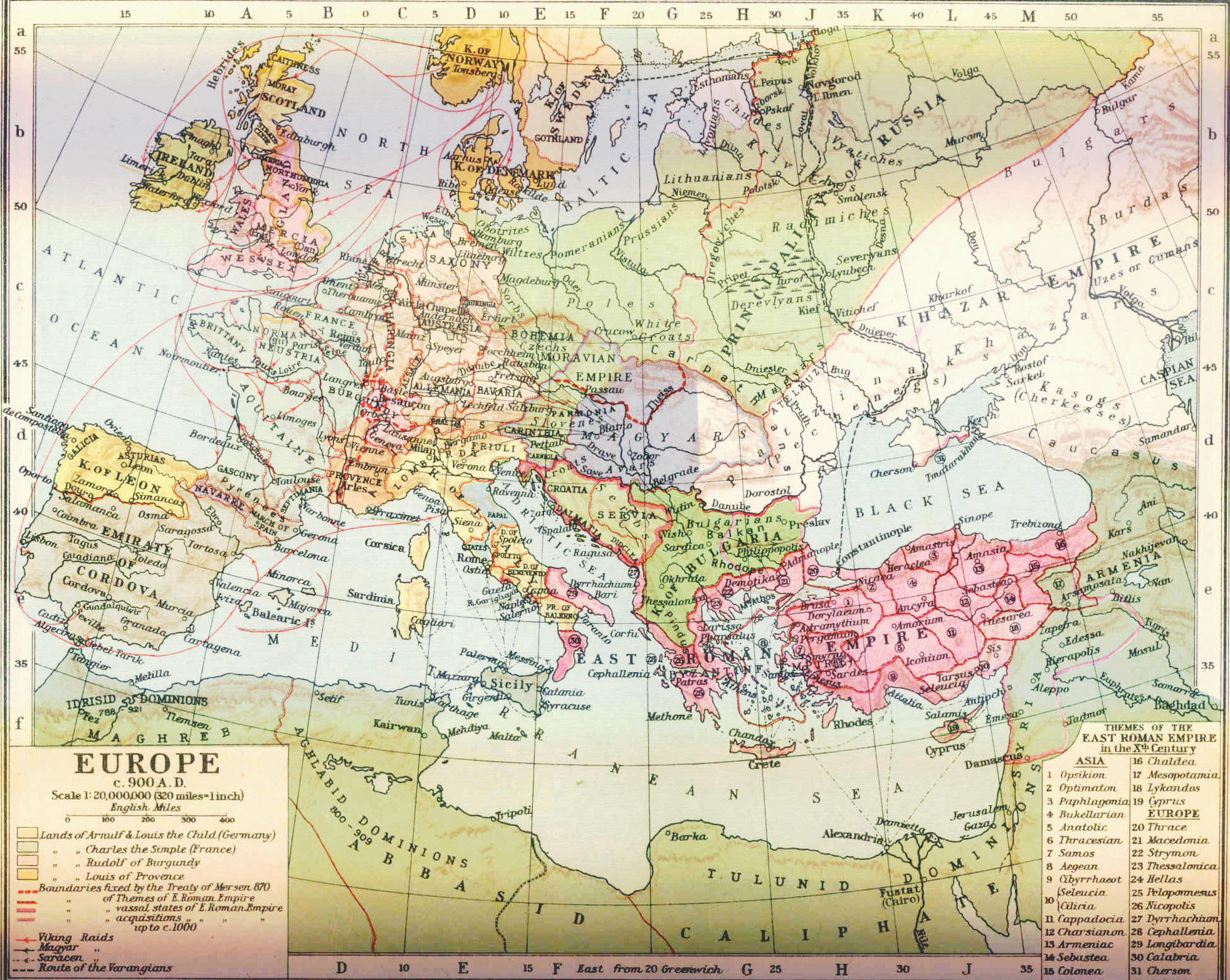
900年左右的欧洲

摩拉维亚出现于820年代，位于莫伊米尔一世统治之下。其继任者罗斯季斯拉夫发展了摩拉维亚的军事实力。他促进了东罗马帝国传教士基里尔和美多德兄弟的传教活动，试图寻求从东法兰克独立。摩拉维亚在斯瓦托普卢克一世的统治下达到了“重要的巅峰”，他向四面八方扩展了疆域。
摩拉维亚的核心地区位于摩拉瓦河北岸，今天的捷克共和国和斯洛伐克境内。然而，君士坦丁七世将“大摩拉维亚，未受洗者”放在贝尔格莱德和锡米尔乌姆（塞尔维亚斯雷姆斯卡米特罗维察）地区的某处。他的说法支持了关于摩拉维亚位置的进一步讨论。例如，克里斯托和森加（Senga）提出存在两个摩拉维亚（一个在北部，一个在南部），而Boba、Bowlus和Eggers则认为摩拉维亚的核心领土位于摩拉瓦河南部地区，即今天的塞尔维亚。文物不支持摩拉瓦河南岸王国的存在，而在多瑙河中游以北的米库尔奇采、波汉斯科和其他地区出土的据点则表明这些地区存在权力中心。
除了东法兰克和摩拉维亚，保加利亚第一帝国在9世纪也深度参与喀尔巴阡盆地的事务。10世纪的《苏达辞书》补充说，保加利亚的克鲁姆在803年左右从东南方袭击了阿瓦尔人。《法兰克王家年代记》叙述说，居住在“多瑙河岸的达契亚地区”的奥博特人，很可能是在蒂萨河下游，于824年寻求法兰克人的帮助以对抗保加尔人。保加利亚的军队也入侵了潘诺尼亚，于827年“驱逐了斯拉夫酋长，任命了保加利亚的总督”。普罗瓦迪亚的铭文提到了一个名叫Onegavonais的保加利亚军事长官大约于同一时间在蒂萨河溺水而亡。860年代摩拉维亚的崛起促成了保加利亚和东法兰克之间的和解。东法兰克国王阿努尔夫于892年向保加利亚人派遣了使节，以“恢复之前的和平，并要求他们不要向摩拉维亚人出售盐”。后一个请求表明，从东喀尔巴阡山脉的盐矿到摩拉维亚的路线在当时由保加利亚控制。
《匈牙利人事迹》的作者无名氏没有提及摩拉维亚的斯瓦托普鲁克一世以及当代资料中已知的其他统治者，而是写了一些9世纪末的编年史家没有提及的人物和政体。例如，他提到了居住在比哈尔堡（今罗马尼亚比哈里亚）的Menumorut，“在捷克人的公爵的恩典下成为尼特拉公爵”的Zobor，以及统治特兰西瓦尼亚的“一个弗拉赫人”Gelou。根据历史学家理夏德·格热西克的说法，对Gelou及其下属的弗拉赫人的引用证明，在《编年史》完成时，弗拉赫人就已经在特兰西瓦尼亚定居；而关于Zobor和Menumorut的故事则保留了马扎尔人与摩拉维亚人战斗的记忆。格热西克将Menumorut的名字翻译为“大摩拉维亚人”，并将其与斯瓦托普鲁克一世联系起来，并否定了其在比哈尔堡统治的记录。比哈里亚和蒂萨河以东的其他地方出土了中世纪早期的堡垒，但没有一处能明确追溯到9世纪。在Doboka（Dăbâca）出土了两对钟形吊坠，与奥地利、保加利亚和波兰的遗址中的类似物相同，但弗洛林·库尔塔将其年代定为9世纪，亚历山德鲁·马德贾鲁则将其年代定为975至1050年。

## 征服

### 前奏（862—895年）

马扎尔人的领土征服

关于“马扎尔人征服”的原因，主要有三种理论。有人认为这是一次有计划的军事行动，是在此前的突击后预先安排的，其明确目的便是占领新的家园。这种观点（例如，由Bakay和Padányi阐述）主要遵循无名氏和后来的《匈牙利人事迹》的叙述。马扎尔人以预先计划的方式占领了喀尔巴阡盆地，并在862—895年之间进行了长时间的迁入。考古发现证明了这一点，在10世纪的马扎尔人墓地中，妇女、儿童和老人的坟墓位于战士旁边，他们按照相同的传统埋葬，佩戴相同风格的装饰品，属于同一个人类学群体。随后几年的军事事件证明，定居在喀尔巴阡盆地的马扎尔人并非没有强大军事力量的弱小族群。相反的观点认为，佩切涅格人和保加尔人的联合进攻迫使马扎尔人出动。克里斯托、托特和该理论的支持者引用《富尔达编年史》、普吕姆的雷吉诺和君士坦丁七世提供的关于马扎尔人和保加尔-佩切涅格联盟的冲突与他们撤离东欧大草原之间联系的一致证明。一种中间理论提出，保加尔-佩切涅格的袭击加速了马扎尔人离开东欧大草原，马扎尔人几十年里一直在考虑向西迁移。例如，罗瑙-陶什认为，“尽管发生了一系列不幸事件，但马扎尔人仍能保持清醒的头脑，这表明当佩切涅格人袭击他们时，他们确实做好了继续前进的准备”。
事实上，在中断十一年之后，匈牙利人于892年返回了喀尔巴阡山盆地。他们前来协助东法兰克的阿努尔夫对抗摩拉维亚的斯瓦托普卢克一世。科维的维杜金德和克雷莫纳的利乌特普兰德谴责法兰克君主破坏了帝国边境的防线，因为这也使匈牙利人能够在十年内进攻东法兰克。
与此同时，阿努尔夫……无法战胜摩拉维亚公爵斯瓦托普卢克……而且——唉！——拆除了那些防御严密的障碍物。这些障碍物……被民众称为“封锁线”（closures）。阿努尔夫召集了马扎尔人来帮助他，这些人贪婪、鲁莽，对全能的上帝一无所知，却精通各种罪行，只热衷于谋杀和掠夺。——克雷莫纳的利乌特普兰德，《报应》
一个较晚的资料，阿文蒂努斯补充说，“马扎尔人的国王”库尔桑规定，他的人民只有在得到他们要占领的土地时才会对摩拉维亚人作战。因此，阿文蒂努斯继续说，马扎尔人早在893年就占领了多瑙河和高罗姆河（赫龙河）以东的“此岸和彼岸的两个达契亚”。事实上，《匈牙利人事迹》也指出，在马扎尔人迁入这里之前，塞凯伊人就已经出现在喀尔巴阡盆地。克里斯托认为，阿文蒂努斯和匈牙利历史传统共同指向马扎尔部落联盟的辅助部队早期占据了喀尔巴阡盆地东部的领土。

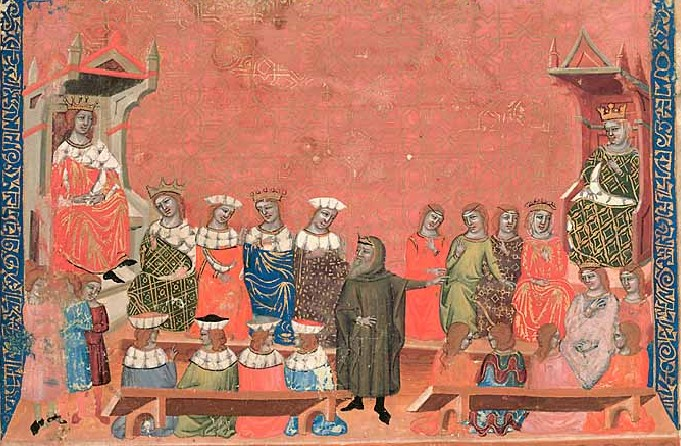
《达利米尔编年史》中斯瓦托普卢克一世在东法兰克国王阿努尔夫的宫廷中伪装成僧侣

894年的《富尔达编年史》记载，马扎尔人越过多瑙河进入潘诺尼亚，在那里他们“直接杀死了男人和老妇人，把年轻妇女像牲口一样单独带走，以满足他们的欲望，并使整个‘省份’沦为荒芜”。尽管编年史作者在叙述斯瓦托普卢克一世之死的段落之后写下了这次马扎尔人的袭击，但哲尔菲、克里斯托、罗瑙-陶什和其他历史学家认为马扎尔人与摩拉维亚的君主结盟入侵潘诺尼亚。他们认为，《匈牙利人事迹》中的“白马传说”保留了马扎尔人根据异教习俗与斯瓦托普卢克一世签订条约的记忆。传说中，马扎尔人用一匹带有镀金马鞍和缰绳的白马向斯瓦托普卢克一世购买了他们未来在喀尔巴阡山盆地的家园。
然后（库西德）来到继阿提拉之后在位的、名叫祖阿塔波卢格（Zuatapolug，即斯瓦托普卢克一世）的地区首领面前，以他的人民的名义向他致敬（……）。祖阿塔波卢格听后非常高兴，因为他以为这些人是农民，会来耕种他的土地；于是他亲切地辞退了使者。（……）然后，（马扎尔人）下定决心，再次向这位首领派遣了同样的使者，并为他的土地送去了一匹大马，马鞍是金色的，上面用阿拉伯的黄金装饰，缰绳也是金色的。看到这一切，首领更加高兴，以为他们是在用礼物换取土地。因此，当使者向他索要土地、牧草和水时，他笑着回答说："作为回报，他们想要多少就给他们多少吧。……然后，（马扎尔人）又派了一位使者去见领袖，他传达的信息是这样的：“阿帕德和他的人民对你们说，你们不能再留在你们买给他们的土地上了，因为他们用马买来了你们的土地，用缰绳买来了你们的草地，用马鞍买来了你们的水源。而你，因为你的需要和贪婪，把土地、草地和水都给了他们"。当这个消息传递给首领时，他笑着说：“让他们用木槌打死这匹马，把马缰绳扔到战场上，把金马鞍扔到多瑙河里。”信使回答说：“那对他们又有什么损失呢，大人？如果你杀了马，就可以给他们的狗提供食物；如果你把马鞍扔到田野里，他们的人在割草时就会发现马鞍上的金子；如果你把马鞍扔到多瑙河里，他们的渔夫就会把马鞍上的金子放在河岸上，然后把它运回家。如果他们有土、草和水，他们就拥有了一切"。——《插图编年史》
呼罗珊的埃米尔伊斯梅尔·萨马尼于893年袭击了“突厥人（葛逻禄人）的土地”。后来，他发动了一场新的民族运动，他们一个接一个地入侵欧亚大草原上的西部邻国。马苏第清楚地将佩切涅格人和匈牙利人的西进与之前葛逻禄人、乌古斯人和基马克人之间的战斗联系起来。君士坦丁七世写到，可萨人与乌古斯人的联合进攻迫使佩切涅格人在893年至902年之间的某个时间度过伏尔加河（很可能是在894年左右）。
最初，佩切涅格人居住在（伏尔加河）和（乌拉尔）河上……。但在50年前，所谓的乌古斯人与可萨人达成了共同的目标，联合与佩切涅格人作战，战胜了他们并将其驱逐出了自己的国家（……）。——君士坦丁七世，《帝国行政论》

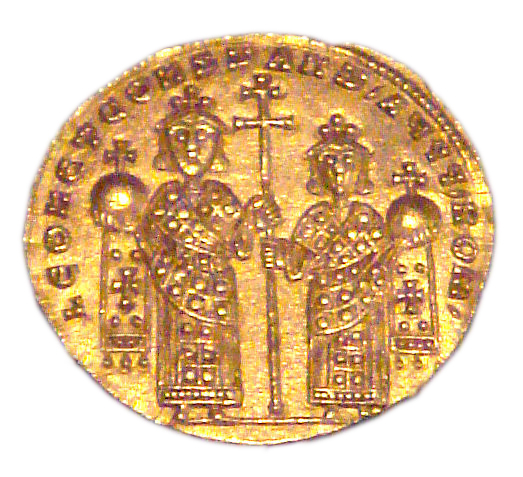
东罗马帝国金质索利都斯上的利奥六世及其子君士坦丁七世

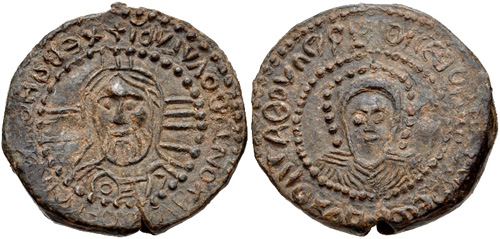
保加利亚沙皇西美昂一世的印章

保加利亚和东罗马帝国之间的关系在894年变得更加尖锐，因为利奥六世强迫保加利亚商人离开君士坦丁堡并在帖撒罗尼迦定居。随后，保加利亚的西美昂一世入侵东罗马，并击败了东罗马的一支小部队。拜占庭找到马扎尔人，雇佣他们与保加尔人作战。东罗马使者尼塞塔斯·斯克勒卢斯与马扎尔人的领袖阿尔帕德和库尔桑签订了条约，东罗马的船只将把马扎尔战士运送到多瑙河下游。马扎尔人入侵了保加利亚，迫使西美昂一世逃到德利斯特拉堡垒（今锡利斯特拉）并劫掠了普列斯拉夫。君士坦丁七世的作品有一段插叙说，当时马扎尔有一位名叫利云蒂考的王子，这表明他是军队的指挥官，但他可能是偶然在战争背景中被提及的。
在马扎尔人从北方进攻时，东罗马从南方入侵保加利亚。西美昂一世派使者前往东罗马帝国请求休战。与此同时，他向佩切涅格人派了使节，煽动他们反对马扎尔人。西美昂一世成功了，佩切涅格人从东部闯入马扎尔人的领土，迫使马扎尔战士撤出了保加利亚。根据君士坦丁七世的说法，保加利亚人袭击并击溃了马扎尔人。
佩切涅格人摧毁了马扎尔人的居住地。那些在双重袭击中幸存下来的人离开了东欧大草原，穿越喀尔巴阡山脉寻找新的家园。佩切涅格人带来破坏的记忆似乎被马扎尔人留存了下来。佩切涅格人的匈牙利语名称是besenyő，对应于古匈牙利语的bese（鹰）。因此，14世纪的《匈牙利人事迹》中记载的鹰迫使马扎尔人的祖先穿越喀尔巴阡山脉的故事很可能是指佩切涅格人的袭击。
马扎尔人（……）被一个叫佩切涅格的邻国（……）赶出了家园，因为后者在力量和人数上都优于他们，而且他们自己国家已经不足以容纳不断膨胀的人口。在因佩切涅格人的暴力而被迫逃离后，他们离开了自己的家园，开始寻找可以居住并建立定居点的土地。——普吕姆的雷吉诺，《编年史》
（在）遵奉基督、无比荣耀的皇帝利奥的邀请下，（马扎尔人）越过边境，与西美昂交战，彻底打败了他，（……）然后他们回到了自己的国家。（……）但在西美昂（……）派人去找佩切尼格人并与他们达成协议，要攻击并消灭（匈牙利人）之后，当（马扎尔人）出兵远征时，佩切尼格人与西美昂一起来到（他们）面前，彻底摧毁了他们的家庭，并悲惨地把（那些）守卫他们国家的人赶走了。当（马扎尔人）回来时，发现自己的国家如此荒凉，完全被毁坏了，于是他们就在今天居住的这片土地上定居下来（……）。——君士坦丁七世，《帝国行政论》
穿过佩切涅格王国、库曼汗国、苏兹达尔和基辅，他们翻山越岭，来到一个看到无数鹰的地方；因为有鹰，他们不能在那个地方逗留，因为鹰像苍蝇一样从树上下来，吃掉了他们的牛群和马。因为上帝的旨意是要他们更快地下到匈牙利去。三个月后，他们从山上下来，来到匈牙利的边境上，即艾代尔夫……——《插图编年史》

### 第一阶段（约895—899年）

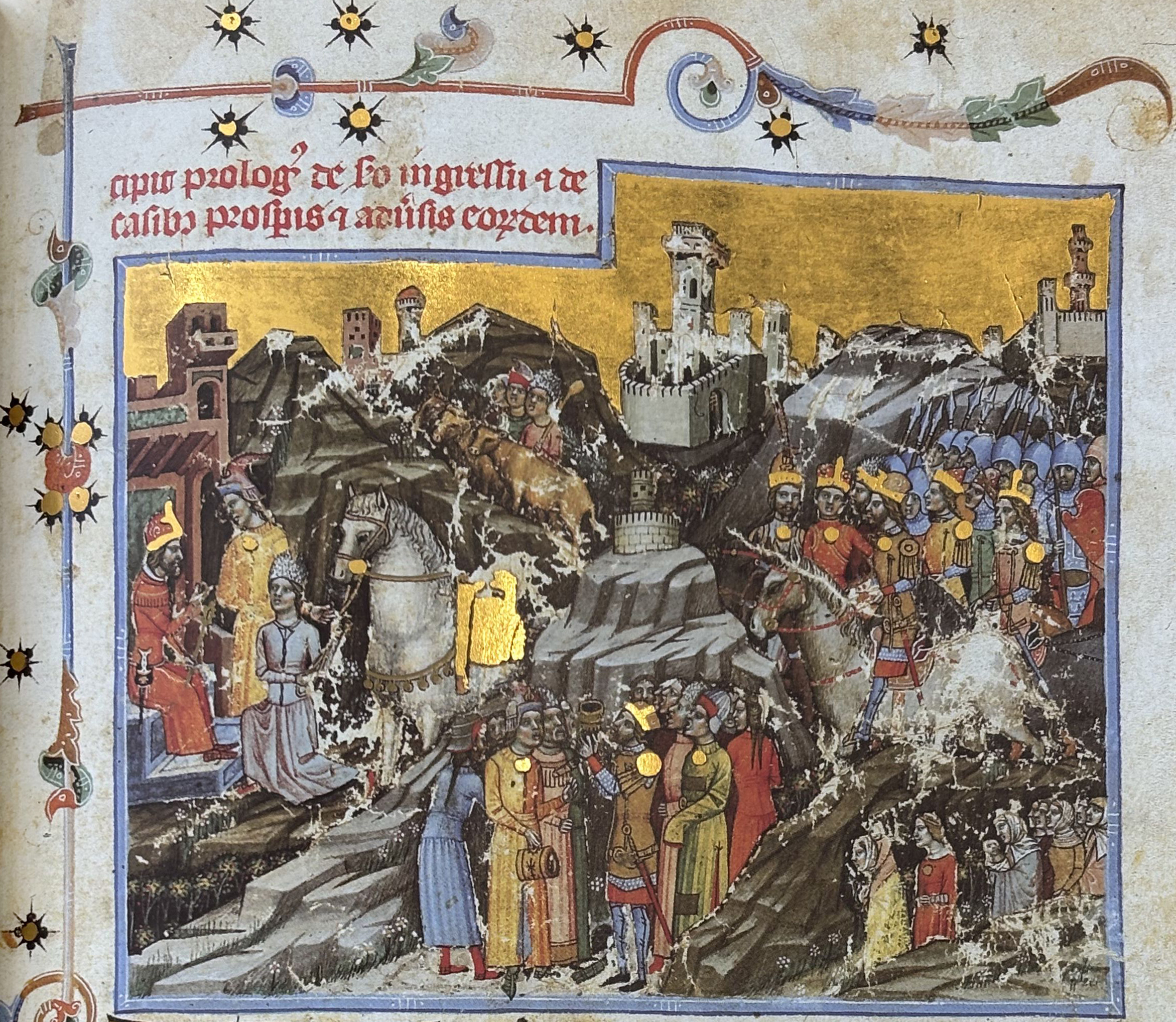
《插图编年史》描绘的马扎尔人抵达喀尔巴阡盆地

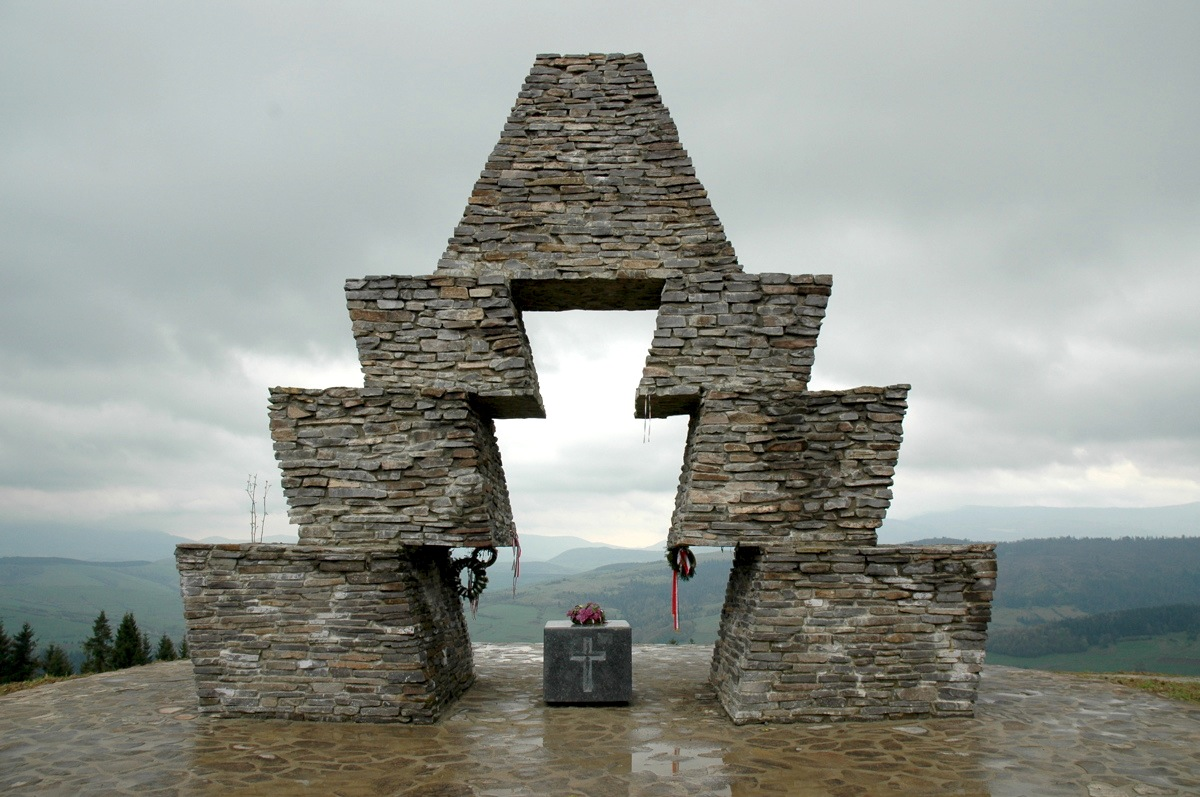
位于乌克兰Verecke山道的马扎尔人征服纪念碑

马扎尔人征服的具体年份异说颇多。最早的年份（677年）出自14世纪的《匈牙利人事迹》中，而无名氏则给出了最晚的年份。同时代的资料表明，征服事件发生于894年的保加利亚-东罗马战争之后。马扎尔人穿过喀尔巴阡山脉的路线也存在争议。无名氏和凯扎的西蒙描述了入侵的马扎尔人穿过东北山口的故事，而《插图编年史》则记载了他们抵达特兰西瓦尼亚的故事。

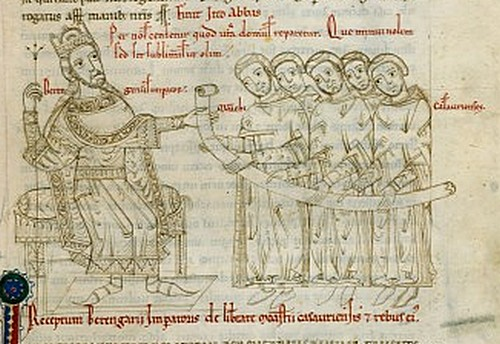
意大利国王贝伦加尔一世

普吕姆的雷吉诺指出，马扎尔人在抵达喀尔巴阡盆地后“在潘诺尼亚人和阿瓦尔人的荒野中漫游，并通过渔猎获取他们的日常食物”。他们向多瑙河的推进似乎刺激了阿努尔夫，他于896年加冕称帝，并任命布拉斯拉夫（德拉瓦河和萨瓦河之间地区的统治者）保卫整个潘诺尼亚。897年或898年，莫伊米尔二世和斯瓦托普卢克二世（已故摩拉维亚统治者斯瓦托普卢克一世的两个儿子）之间爆发了内战，阿努尔夫也参与其中。马扎尔人在那些年的活动没有被提及。
与马扎尔人有关的下一个事件是他们在899年和900年对意大利的突袭。萨尔茨堡大主教迪特马尔及其副主教的信件表明，阿努尔夫煽动他们攻击了意大利国王贝伦加尔一世。他们于9月2日在布伦塔河的一场大战中击溃了意大利军队，并在冬季劫掠了韦尔切利和摩德纳地区；但威尼斯总督彼得罗·特里布诺于900年6月29日在威尼斯击败了他们。当得知阿努尔夫于899年年底去世后，他们从意大利返回。
根据无名氏的说法。马扎尔人在征服Gelou的特兰西瓦尼亚前曾与Menumorut交战。随后，马扎尔人转而进攻喀尔巴阡盆地中部的统治者萨兰。与无名氏相反，凯扎的西蒙记载了马扎尔到来后与斯瓦托普卢克的战斗。根据《插图编年史》的战斗，由于鹰的袭击，马扎尔人在渡河后“静静地留在艾代尔夫，让他们的畜群在那里休息”。
《匈牙利人事迹》保留了两份独立的马扎尔人征服时领导人的名单。无名氏提到了阿尔莫什、艾洛德、孔德、翁德（匈牙利語：Ónd）、陶什（匈牙利語：Tas）、胡鲍和泰泰尼，而凯扎的西蒙与《插图编年史》则列出了阿尔帕德、绍博尔奇、久洛（匈牙利語：Gyula）、厄尔什、孔德、莱尔（匈牙利語：Lél）和韦布尔丘（匈牙利語：Vérbulcsú）。同时代或几乎同时代的资料提到了阿尔莫什（君士坦丁七世）、阿尔帕德（修道士乔治的《编年史续编》与君士坦丁七世）、Liountikas（君士坦丁七世）和库尔桑（修道士乔治的《编年史续编》）。
根据《插图编年史》的记载，阿尔帕德的父亲阿尔莫什“在艾尔代利被杀，因而没能进入潘诺尼亚”。这暗示阿尔莫什是匈牙利人的宗教领袖，在马扎尔人被佩切涅格人攻击时，他牺牲了。根据伊本·法德兰和马苏第的说法，如果他的死亡实际上是人祭的结果，那么他的命运就与可萨可汗的命运相似，后者也是在整个民族遭受灾难的情况下被处死的。

### 第二阶段（900—902年）
阿努尔夫之死使马扎尔人摆脱了与东法兰克的同盟。在从意大利回来的路上，他们扩大了对潘诺尼亚的统治。根据克雷莫纳的利乌特普兰德的说法，马扎尔人在阿努尔夫之子童子路易于900年举行的加冕礼上“声称自己拥有摩拉瓦人的国家，因为阿努尔夫曾借助他们的力量征服了摩拉瓦人”。《格拉多编年史》记载，马扎尔人在摩拉瓦人从意大利撤军后击败了他们。此后，根据阿文蒂努斯的说法，马扎尔人和摩拉瓦人结盟，一同入侵巴伐利亚。然而，当时的《富尔达编年史》只提到马扎尔人到达恩斯河。
其中一支马扎尔军队越过多瑙河，劫掠了北岸的土地，但巴伐利亚藩侯利奥波德于900年11月20日在帕绍和多瑙河畔克雷姆斯之间集结了军队。他在恩斯河上建立了一座坚固的堡垒来抵御马扎尔人。尽管如此，马扎尔人还是占据了潘诺尼亚，成为了喀尔巴阡盆地的主人。有学者认为Volokhi人和Volkhi人就是法兰克人，《往年纪事》在描述马扎尔人如何驱逐早先征服了潘诺尼亚斯拉夫人家园的“Volokhi人”或“Volkhi人”时，可能也反映了对这一事件的记忆。其他历史学家则将他们与弗拉赫人（罗马尼亚人）或古罗马人联系在一起。
长期以来，斯拉夫人定居在多瑙河畔，也就是现在马扎尔人和保加尔人的土地上。这些斯拉夫人中的一些人分散在全国各地，并根据他们定居的地方被冠以相应的名字。……Volkhi人袭击了多瑙河畔的斯拉夫人，在他们中间定居下来，并对他们施以暴力……马扎尔人经过基辅，翻越现在被称为匈牙利的山丘，到达第聂伯河后，他们在那里安营扎寨。他们和波罗维茨人一样是游牧民族。他们从东方出发，奋力翻越大山，开始与邻近的Volokhi人和斯拉夫人作战。因为斯拉夫人先定居于此，但Volokhi人抢占了斯拉夫人的领地。马扎尔人后来驱逐了Volkhi人，抢夺了他们的土地，并在斯拉夫人中间定居下来，是他们屈服。从那时起，这片土地被称为匈牙利。——《往年纪事》5.23–25; 6.6–8; 25.10–21.
901年，童子路易在雷根斯堡召开会议，提出针对马扎尔人的进一步措施。摩拉维亚使者提出两国进行媾和，因为此时马扎尔人在此期间劫掠了摩拉维亚。901年4月，入侵克恩顿侯国的马扎尔军队被击败，阿文蒂努斯描述了同年利奥波德侯爵在菲莎河击败了马扎尔人。

### 巩固（902—907年）

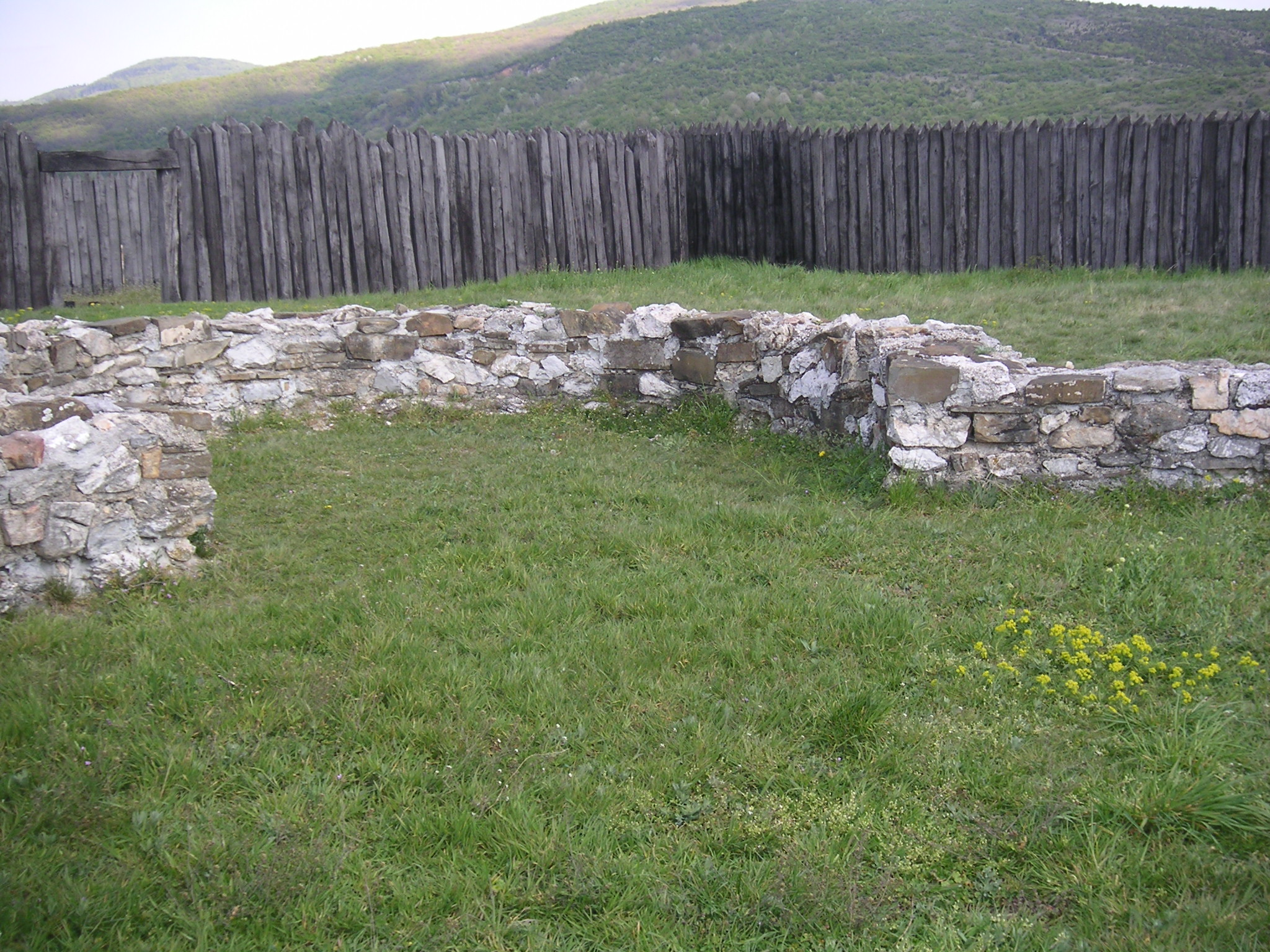
Ruins of the Moravian fortress at Ducové (Slovakia)

摩拉维亚不复存在的日期尚不确定，因为没有明确证据证明摩拉维亚在902年“作为一个国家存在”（斯皮内伊）或沦陷。《阿勒曼尼亚编年史》中的一个简短注释提到了902年“在摩拉维亚与匈牙利人的战争”，在此期间“家园被征服”，但这段文字是模棱两可的。此外，《拉费尔斯泰滕海关条例》提到了905年左右的“摩拉维亚市场”。圣瑙姆所著《生平》讲述了马扎尔人征服摩拉维亚，并补充说，“没有被马扎尔人俘虏的摩拉维亚人逃到了保加利亚”。君士坦丁七世也将摩拉维亚的沦陷同马扎尔人的入侵联系起来。塞派什陶马什村、德韦尼和现代斯洛伐克其他地方的中世纪早期城市中心及堡垒遭到破坏的时间可以追溯到900年左右。
在斯瓦托普卢克一世……死后，他的儿子们维持了一年和平，然后冲突和叛乱降临到他们身上，他们彼此发动了内战。马扎尔人来了，彻底摧毁了他们，占领了他们的国家，直到现在马扎尔人仍生活在其中。那些幸存下来的民众分散开来，逃往邻国，逃往保加利亚人、匈牙利人和克罗地亚人，以及其他国家。——君士坦丁七世，《帝国行政论》
根据没有记述摩拉维亚的无名氏的说法，马扎尔人入侵了尼特拉地区，并在当地捷克统治者Zobor所在地附近的Zobor山上击败并杀死了他。此后，无名氏继续记述，马扎尔人首先从“罗马人”手中占领了潘诺尼亚，然后与格拉德及其军队交战，这支军队由保加尔人、弗拉赫人和来自巴纳特的佩切涅格人组成。格拉德从他的公国割让了几个城镇。最后，无名氏记载了马扎尔人和Menumorut之间的一项条约，规定当地统治者的女儿应嫁给阿尔帕德的儿子佐尔坦。麦卡特尼认为，无名氏对Menumorut和格拉德的叙述基本上是11世纪早期关于格拉德的后代奥伊托尼的更晚报告的转述。相比之下，例如马德贾鲁坚持认为Galad、Kladova、Gladeš以及14世纪和16世纪在巴特纳记录的其他地名证明了对一位名叫“格拉德”的当地统治者的记忆。
马扎尔人到达贝加河地区，在那里停留了两个星期，同时征服了穆列什河到蒂米什河流域的所有居民，并将他们的儿子作为人质接收了。然后，他们继续前进，来到蒂米什河，在福埃尼浅谈旁扎营。当他们试图跨过蒂米什河时，格拉德……那个国家的王子，带着一大群骑兵和步兵，在库曼人、保加尔人和弗拉赫人的支持下，来反抗马扎尔人。……上帝带着祂的恩典走到马扎尔人面前，祂给了他们一场伟大的胜利，他们的敌人像在收割者面前的一捆捆干草一样倒在他们面前。在那场战斗中，两个库曼人的公爵和三个保加尔人的王公被杀。他们的公爵格拉德逃脱了，但他所有的军队都像火焰前的蜡一样融化，在剑锋上被摧毁了。……正如我们上面所说，格拉德王子因为害怕马扎尔人而逃跑了，进入了科温城堡。……他派人前去与马扎尔人议和，并处于自己的意愿，送出了城堡和各种礼物。——无名氏，《匈牙利人事迹》
作为征服喀尔巴阡盆地后的一个重要事件，巴伐利亚人谋杀库尔桑被较长版本的《圣加仑编年史》《阿勒曼尼亚编年史》和《艾恩西德尔恩编年史》记录下来。前者将事件置于902年，而其它的则将时间定在904年。这三部编年史一致指出，巴伐利亚人以谈判和平条约为接口邀请马扎尔领导者共进晚餐，并背信弃义地暗杀了他。克里斯托和其他匈牙利历史学家认为，马扎尔人地双重领导随着库尔桑德去世而终结。
904年，马扎尔人经由从潘诺尼亚通往伦巴第的所谓“匈牙利人之路”入侵意大利。他们作为意大利国王贝伦加尔一世的盟友来到这里，对抗他的竞争对手普罗旺斯国王瞎子路易。马扎尔人摧毁了路易此前在波河沿岸占领的土地，这确保了贝伦加尔一世的胜利。贝伦加尔一世允许马扎尔人劫掠所有此前接受对手统治的城镇，并同意每年支付约375公斤白银的贡品。
《圣加仑大编年史》中提到，萨尔茨堡大主教迪特马尔与弗赖辛主教乌托及瑟本的扎卡里一起于907年7月4日在Brezalauspurc与马扎尔人进行了一场“灾难性的战斗”，他们战败了。同时代的其他资料补充道，巴伐利亚的利奥波德侯爵和19名巴伐利亚的伯爵也在这场战斗中阵亡。大多数历史学家（包括恩格尔、毛考伊和斯皮内伊）将Brezalauspurc与普雷斯堡（今斯洛伐克布拉迪斯拉发）相提并论，但一些研究人员（例如Boba和Bowlus）认为它可以指代布拉斯拉夫在潘诺尼亚佐洛河畔的堡垒莫萨堡。马扎尔人的胜利阻碍了东法兰克在接下来的几十年内向东扩张的企图，并为马扎尔人自由劫掠该王国的大片领土开辟了道路。

## 结果

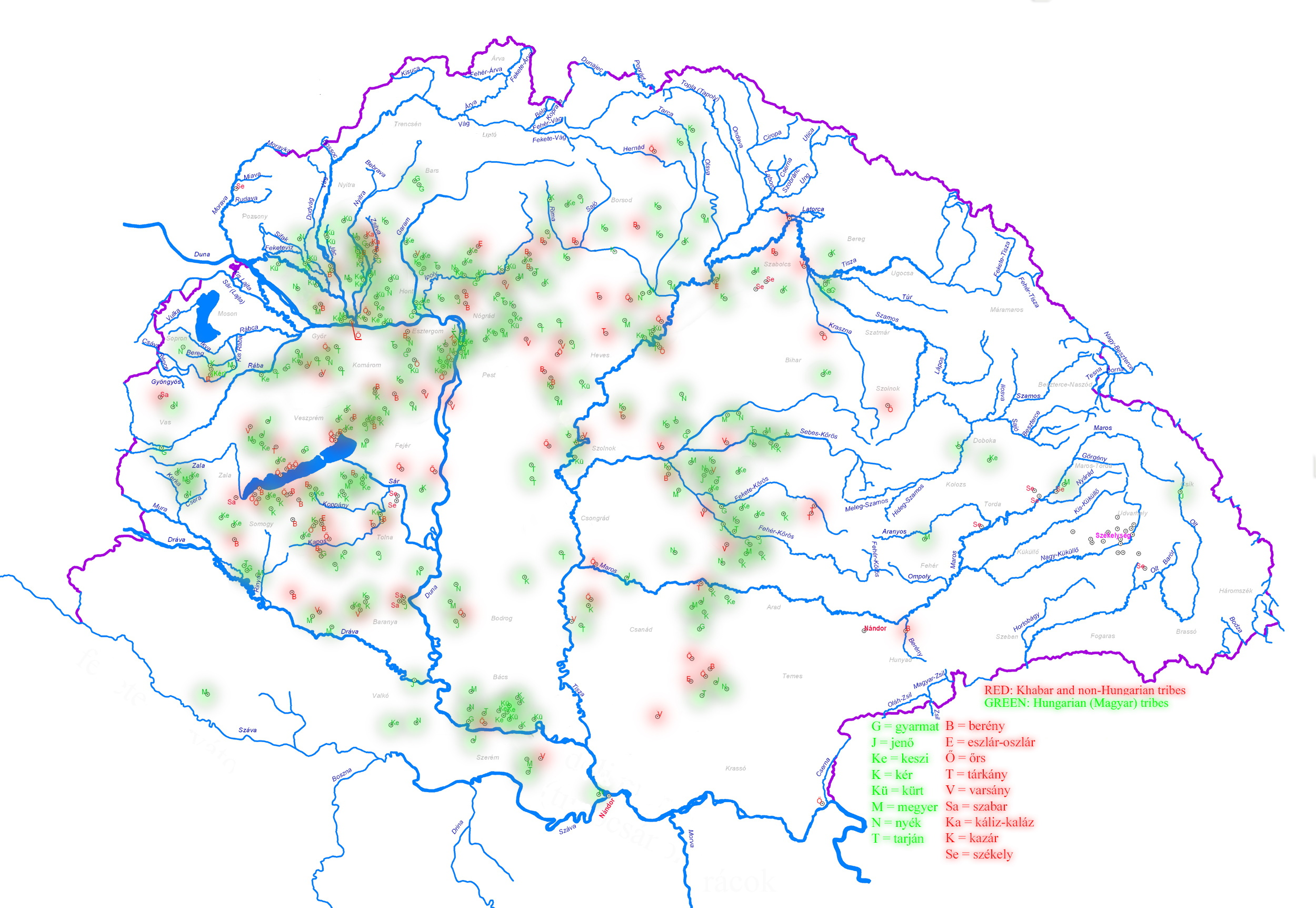
在喀尔巴阡盆地中以马扎尔部族命名的聚居地（据山多尔·特勒克所述）。这些地名可能指示了马扎尔人与其他民族共居的地点，并有助于重建各部族的定居分布。

匈牙利人定居在喀尔巴阡盆地的低地地区，沿多瑙河、蒂萨河及其支流而居，使他们能够继续其半游牧的生活方式。直接的结果是，他们的到来“在西斯拉夫人和南斯拉夫人之间楔入了一个非斯拉夫的楔子”。法恩指出，匈牙利人从黑海草原西部地区的撤离削弱了他们原先的盟友可萨人，这也促成了可萨帝国的崩溃。

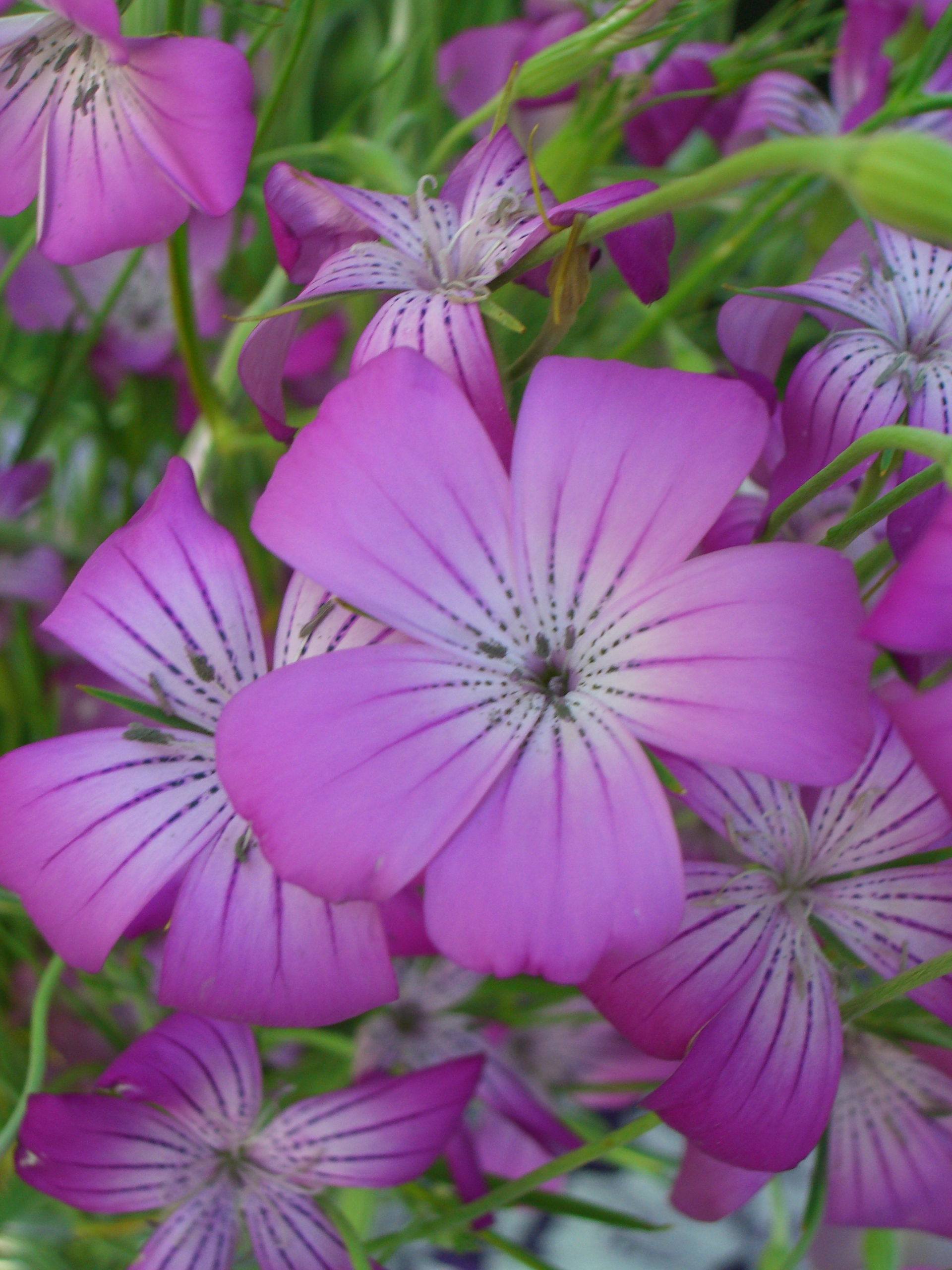
麦仙翁：其匈牙利语名称（konkoly）源自斯拉夫语

在“征服土地”之后的几个世纪里，匈牙利社会在诸多领域（包括畜牧业、农业和宗教）经历了根本性的变革。这些变化反映在大量从当地斯拉夫人借用的词汇中。匈牙利语中大约有20%的词汇源自斯拉夫语，包括表示羊圈（akol）、轭具（iga）和马蹄铁（patkó）的词语。同样，匈牙利语中有关蔬菜、水果及其他栽培植物的名称，以及许多与农业相关的术语，也都是斯拉夫语借词，例如（“卷心菜”）、（“李子”）、（“燕麦”）、（“干草”）和（“镰刀”）。
匈牙利人在新家园的边境地带留出了广阔的马克（即所谓的），以作为防御用途。在喀尔巴阡盆地的这一最东部地区，最早被归属为匈牙利战士的墓葬——例如在锡克、图尔达和锡比乌盐矿镇——集中分布在特兰西瓦尼亚的盐矿附近，位于小索梅什河和穆列什河流域一带。同时，战士们也驻扎在喀尔巴阡山以东的前哨中，这从在克雷洛斯、普热梅希尔、苏多瓦维什尼亚、格罗泽什蒂、普罗博塔和泰伊等地出土的10世纪墓葬中可见一斑。匈牙利人对其东部邻居佩切涅格人的畏惧，可以从拜占庭皇帝君士坦丁七世的记载中得到印证：一位拜占庭使者试图说服匈牙利人攻击佩切涅格人却未能成功。匈牙利人明确表示他们无法与佩切涅格人作战，因为“他们人多势众，还是魔鬼的孽种”。
匈牙利人没有攻击其东方的敌人佩切涅格人和保加尔人，而是多次向西欧发动突袭。例如，他们于908年劫掠了图林根和萨克森，909年和910年袭击了巴伐利亚和施瓦本，912年又侵扰了施瓦本、洛塔林吉亚和西法兰克。尽管拜占庭一部圣乔治传记提到佩切涅格人、“默西亚人”和匈牙利人于917年联合进攻东罗马帝国，但该记载的可信性尚未得到证实。匈牙利人似乎是在943年首次袭击东罗马帝国。然而，955年在莱希菲尔德之战中的失败“终结了他们对西方的劫掠”（康特勒语），而在970年于阿耳卡狄乌波利斯之战中败给东罗马之后，他们也停止了对东罗马的掠夺。
匈牙利的统治者们认识到，他们那种部分依赖对定居民族进行劫掠的传统生活方式已难以为继。莱希菲尔德和阿耳卡狄乌波利斯之战中的失败，加速了匈牙利人向定居生活方式的转变。这个过程最终以匈牙利首领伊什特万于1000年和1001年加冕为匈牙利第一位国王而达到顶点。

### 书面来源

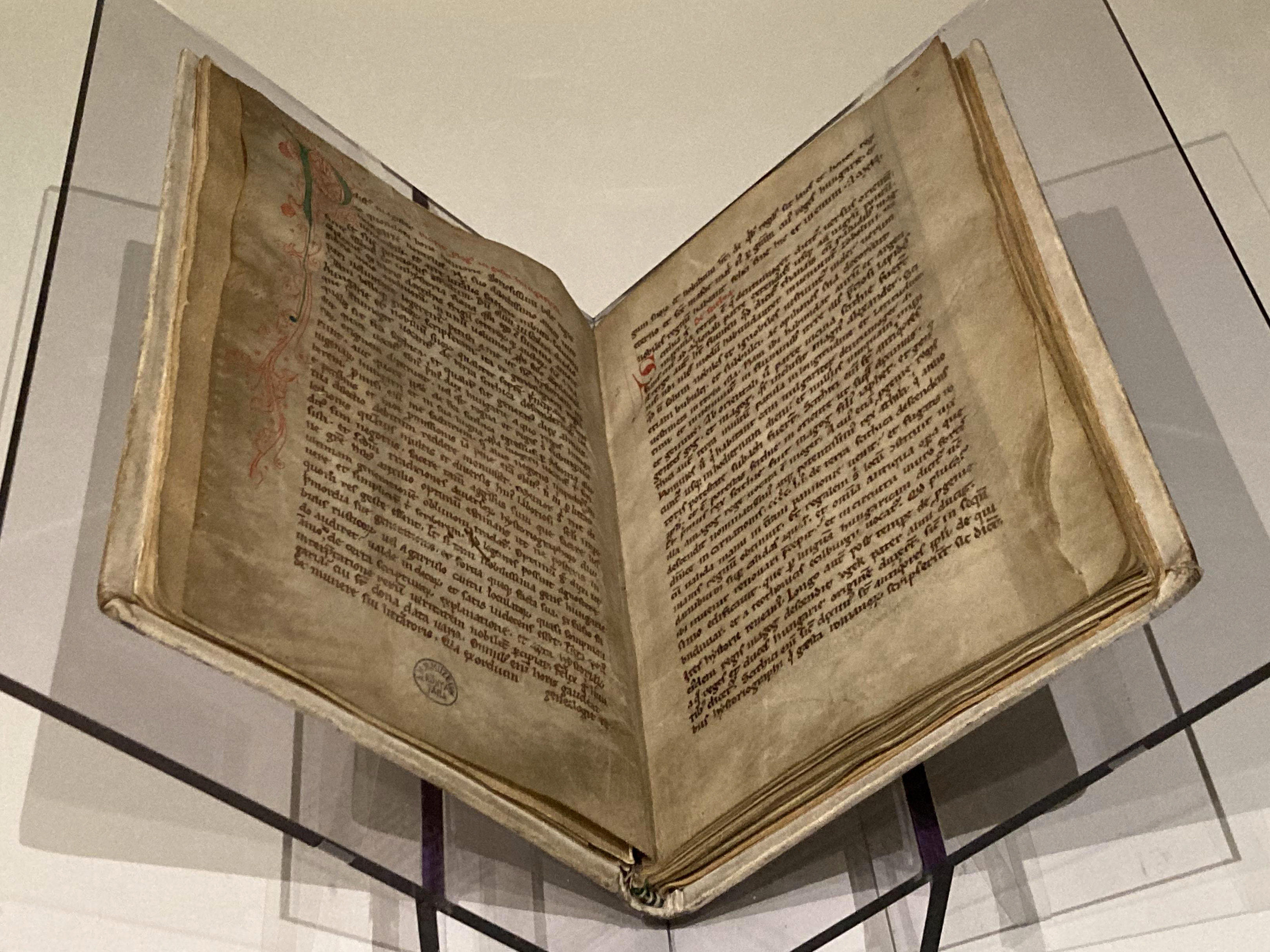
《匈牙利人事迹》主要讲述的是9世纪末至10世纪初匈牙利人对喀尔巴阡盆地的征服，并论及匈牙利史前史，将匈牙利人的祖先认同为古代的斯基泰人和匈人。

东罗马帝国的作者是最早记录这些事件的人。其中最早的作品是皇帝利奥六世的《战术》，成书于约公元904年，记述了894年至896年间的拜占庭—保加利亚战争——这一军事冲突直接发生在匈牙利人离开东欧大草原之前。几乎同期的叙述也见于修道士乔治所续写的《编年史续编》中。然而，最为详尽的记载则出自《帝国行政论》，该书由君士坦丁七世主持编纂，完成于951或952年。

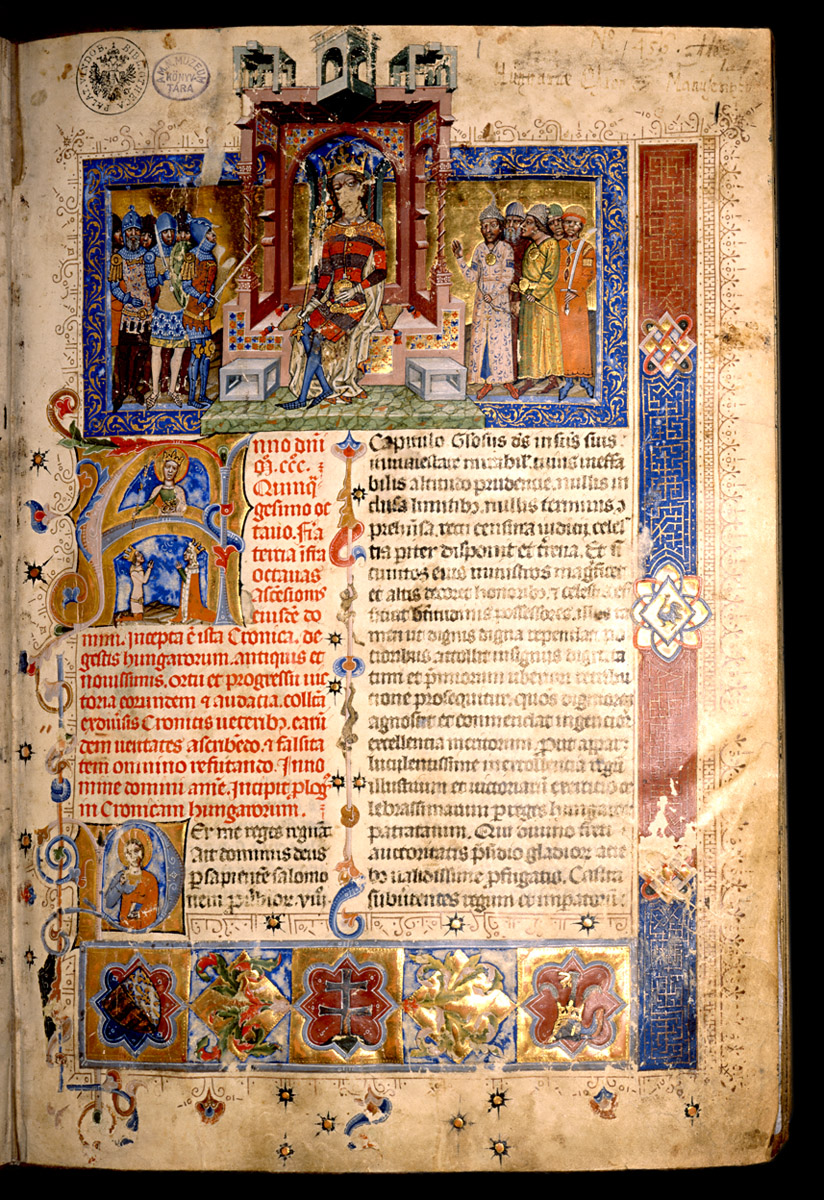
《插图编年史》的第一页

由加洛林帝国继承国的神职人员撰写的著作，也叙述了与匈牙利人征服密切相关的事件。其中最早的是《富尔达编年史》，其内容止于901年。萨尔茨堡大主教迪特马尔一世于900年致教宗若望九世的一封信中也提到了入侵的匈牙利人，但这封信常被认为是一份伪造文书。普吕姆的雷吉诺约在908年编纂的《世界编年史》中，仅在“889年”一条下总结了他对匈牙利人的全部了解。另一本有价值的资料是克雷莫纳的利乌特普兰德于约960年撰写的《报应录》。而16世纪的历史学家约安尼斯·阿文蒂努斯则提供了一些其他著作未曾记载的信息，这表明他可能使用了现已佚失的资料，然而他的著作并不被视为可靠的史料来源。
一部以古教会斯拉夫语编写的圣人传记集保存了关于894年至896年拜占庭-保加利亚战争的目击记载。《圣瑙姆传》初稿成书于约924年，提供了几乎与事件同时代的资料，记述了由于匈牙利人入侵导致大摩拉维亚覆灭的情况，尽管该传记现存最早的抄本仅可追溯至15世纪。类似地，一些成书较晚的手稿（最早的写于14世纪）保存了《往年纪事》的文本，该史书完成于1113年，所载内容依据更早的拜占庭与摩拉维亚史料。
据卡莱尔·艾尔默·麦卡特尼所言，匈牙利人最初以“民歌和叙事歌谣的形式”保存重大事件的记忆。最早的本地编年史成书于11世纪末，现存多个变体，其原始版本在中世纪期间曾多次被扩展和重写。例如，14世纪的《插图编年史》便包含了11世纪编年史中的文本。
无名氏所撰的《匈牙利人事迹》，成书于公元1200年之前，是现存最早的本地编年史。然而，据麦卡特尼所言，这部作品是“所有早期匈牙利文本中最具误导性”的例子，其中包含了大量无法通过同时代史料加以证实的信息。大约在1283年，匈牙利王室宫廷神父凯扎的西蒙撰写了下一部留存至今的编年史。他声称匈牙利人与曾征服过喀尔巴阡盆地、来自亚洲草原的匈人有着密切关系。因此，在他的叙述中，匈牙利人的入侵实际上是同一民族对同一片土地的第二次征服。

### 考古学
在匈牙利人征服喀尔巴阡盆地后的数十年间，一种融合早期文化的新型文化——“比耶洛布尔多文化”在整个喀尔巴阡盆地广泛传播，其典型特征是具有代表性的饰品，如S形耳环。在“比耶洛布尔多”墓葬中几乎没有与马有关的考古发现，这是这些墓地的另一显著特征。通过出土的钱币推断，最早的“比耶洛布尔多”文化遗存可追溯至10世纪中叶君士坦丁七世统治时期。该文化的早期墓地曾在多个地点被发掘，例如匈牙利的拜赖门德和琼格拉德，斯洛伐克的德温和拜舍诺沃，罗马尼亚的皮卢和摩尔多韦内什蒂，以及克罗地亚的武科瓦尔和克洛什塔尔-波德拉夫斯基。
征服喀尔巴阡盆地的第一代匈牙利人的墓葬已在当地被确认，但在东欧大草原地区出土的可明确归属为匈牙利人的墓地不到十处。大多数匈牙利墓地包含25至30座土葬墓，但也常见单独埋葬的情况。成年男性（有时也包括女性和儿童）常与马的部分遗骸、马具或其他象征马匹的物品一同下葬。墓葬中还出土了雕饰银带、配有金属饰板的佩囊、梨形马镫和其他金属制品。其中许多器物在当时乌拉尔山脉东西两侧的考古文化（如库什纳连科沃文化）以及东欧大草原的多民族“萨尔托沃-马雅克文化”中都可见到相近的样式。9至10世纪的大多数墓地集中分布于上蒂萨河地区以及拉布河和瓦赫河沿岸平原，但早期的小型墓地也在特兰西瓦尼亚的科洛日瓦尔、毛罗什贡巴什等地被发现。

### 遗传证据
一项发表于2008年3月《人类遗传学年鉴》的基因研究分析了4份10世纪的样本，其中两份携带了北欧亚父系Y染色体单倍群N1a1-Tat（“先前称为Tat或N1c”，即M46）。2009年的另一项研究则分析了潘诺尼亚盆地出土的31匹古代马的线粒体DNA变异，其中17匹属于阿瓦尔时期，14匹属于匈牙利征服时期。研究指出：“阿瓦尔马的基因序列高度异质，与包括北俄的图瓦马和维亚特卡马在内的东方马种密切相关……相比之下，早期匈牙利马与汗血马和挪威峡湾马之间存在相对密切的关系。(而且)至少在高品质马匹层面，我们的研究结果表明，9世纪末匈牙利征服所带来的民族更替，也伴随着喀尔巴阡盆地马匹品种的更迭。”2011年的一项研究则考察了来自10至11世纪的23位贵族和平民的乳糖耐受性基因多态性，发现该时期人群的乳糖耐受性频率较低，“与今天乌拉尔语系民族（如汉特人、曼西人和马里人）以及某些中亚和突厥人群的情况高度一致”。此外，研究还对征服时期的匈牙利人进行了线粒体DNA检测，发现其群体中存在六种主要的线粒体单倍群（H、U、T、N1a、JT、X），而同期平民群体中也存在六种单倍群（H、HV、M、R、T、U），其中包括部分亚洲起源的类型（如N、M和U4）。

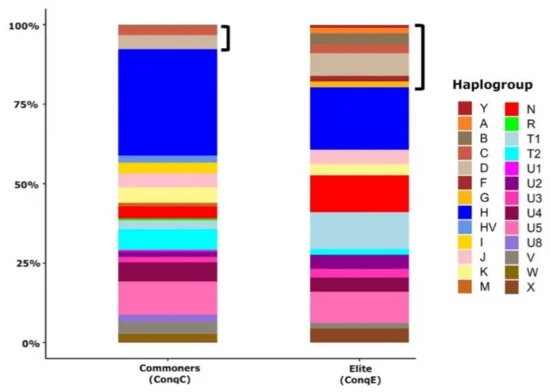
“古代匈牙利人群中主要单倍群分布的比较……括号内标示的是东亚单倍群”，Maár等人，2021年

一项于2016年9月发表在《科学报告》上的综合古遗传学研究，分析了76份匈牙利征服时期样本的线粒体DNA。研究显示：“西欧亚单倍群（H、HV、I、J、K、N1a、R、T、U、V、X、W）占77%，中亚和东亚单倍群（A、B、C、D、F、G、M）占23%。”研究结论指出：“语言学上记录的芬兰-乌戈尔根源，以及历史记载中的突厥与中亚移民潮，都可能在征服者的基因构成中留下了遗传印记。”同年，《分子遗传学与基因组学》期刊发表了一项针对17份第一代匈牙利征服者墓地样本的研究，结果显示：“最常见的线粒体单倍群是B，加上单倍群A，表明约30%的考罗什人在基因上与中亚和东亚有关。大多数单倍群（H、U、T、J、X）具有欧亚大陆起源，但值得注意的是，两位个体属于子单倍群H6，这也可能表明其具有亚洲联系……首领（样本11）的X2f母系单倍型尤其值得关注，因为这一单倍型很可能源自南高加索地区。”同时，只有四个个体测得Y染色体单倍群（两人是I2a，两人是R1b，均为欧洲常见类型）。2018年10月，《PLOS One》发表了一项研究，分析了与征服者相关的10世纪墓葬中个体的线粒体DNA。研究发现，他们的母系谱系大多可追溯至东欧大草原的波塔波夫卡、斯鲁布纳亚和波尔塔夫卡文化，而约三分之一的母系则可追溯至内亚，可能来源于亚洲斯基泰人或匈奴。征服者的线粒体DNA与伏尔加鞑靼人之先祖——乌古尔-保加尔人最为接近。研究显示，征服者与其他芬兰-乌戈尔民族之间并无显著的遗传联系；同时，他们对现代匈牙利人基因库的贡献也不大。2021年的一项研究分析了202份10–11世纪喀尔巴阡盆地普通人群的母系谱系，并与征服者精英群体进行了比较。研究指出：“普通人群的单倍群构成与精英群体显著不同，并且与精英群体相对，普通人群在遗传上与欧洲族群聚类。同时，可检测到的子单倍群共享现象表明精英与普通人之间存在基因混合。10–11世纪的普通人群很可能主要代表喀尔巴阡盆地的本地居民，他们与包括匈牙利征服者在内的东部移民群体发生了基因交流。”
一项于2019年11月发表在《科学报告》上的遗传学研究分析了29位喀尔巴阡盆地匈牙利征服者的遗骸。研究发现，他们大多数携带西欧亚起源的Y染色体单倍群，但至少有30%属于东欧亚及广义欧亚单倍群（包括N1a-M2004、N1a-Z1936、Q1a 和 R1a-Z2124）。他们的父系遗传成分中西欧亚血统的比例高于母系成分中的西欧亚比例。在现今人群中，这些征服者的父系血缘与巴什基尔人最为接近。研究还发现，若干社会地位较高的征服者个体拥有I2a1a2b单倍群。该单倍群起源于欧洲，现今在南斯拉夫人中尤为常见。研究中观察到征服者具有多种体貌特征，一些个体拥有金发和蓝眼，也有个体携带东亚混合遗传成分。该研究还分析了三份来自5世纪喀尔巴阡盆地的匈人遗骸样本，结果表明这些匈人样本在遗传上与征服者存在相似性。总体来看，匈牙利征服者似乎是一个新近形成的异质群体，融合了欧洲、亚洲及欧亚大陆的诸多成分。同年，该期刊还发表了一项关于单倍群N3a4-Z1936的研究，这一单倍群在现代匈牙利人中仍有极低频率出现。研究显示，匈牙利支系(N-B539/Y13850)约在4000–5000年前从其姊妹分支N3a4-B535中分化，而后者如今在东北欧的乌戈尔语族群体中较为常见，这一时间框架与乌戈尔语支的分化时间一致。在N-B539/Y13850+支系层级，研究确认了匈牙利人与现代乌戈尔语使用者（曼西人和汉特人，经由N-B540/L1034）以及突厥语使用者（巴什基尔人和伏尔加鞑靼人，经由N-B540/L1034与N-B545/Y24365）之间共享父系谱系。

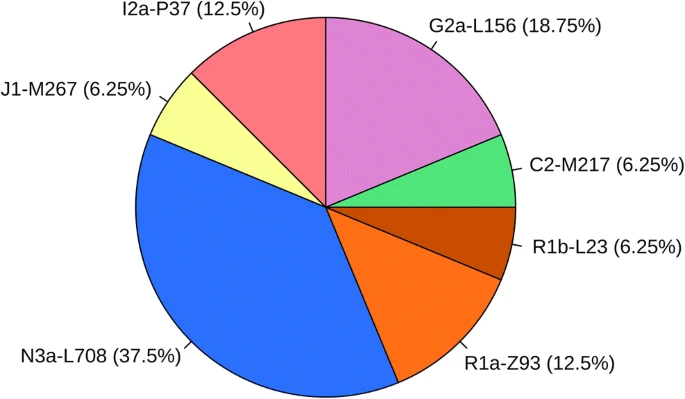
根据19份样本（Fóthi等，2020）中的匈牙利征服者群体的父系单倍群频率

一项于2020年1月发表在《考古与人类学科学》的遗传学研究，分析了19位匈牙利征服者男性遗骸的基因。这些征服者携带多种不同的单倍群，展现出与突厥民族、芬兰-乌戈尔民族以及斯拉夫民族的遗传联系。其中超过37%的个体携带单倍群N3a-L708的不同类型，主要包括N3a4-Z1936、N3a4-Z1936 > Y13850、N3a4-Z1936 > Y13850 > L1034，以及较少的N3a2-M2118（该类型现今常见于雅库特人）。这些证据表明，这些征服者具有乌戈尔血统，并可能使用乌戈尔语。同年，《科学报告》发表了一项涉及乌拉尔山西麓地区36份样本和9位匈牙利征服者的考古遗传与考古学联合研究。研究确认了通过共同的古代族群，匈牙利征服者的父系单倍群N-Z1936（尤其是其下游分支N-B545/Y24365）和母系单倍群N1a1之间的遗传联系。结合考古学、历史文献和语言学资料，研究指出匈牙利人的故乡“很可能位于南东乌拉尔地区，即库什纳连科沃文化传播的区域，该地的洛莫瓦托沃文化与涅沃利诺文化在考古学上与古代匈牙利人相关联”。
一项于2020年7月发表在《欧洲人类遗传学杂志》上的遗传学研究，分析了匈牙利阿尔帕德王朝后裔——国王贝拉三世及另一位身份未明、编号为“II/52”或“HU52”的阿尔帕德家族成员的骨骼遗骸，这些遗骸出土于塞克什白堡王室圣殿。研究确定，阿尔帕德家族的男性谱系属于Y染色体单倍群R1a的一个支系：R-Z2125 > R-Z2123 > R-Y2632 > R-Y2633 > R-SUR51。该支系在现代最接近的匹配者中发现于阿的里-乌拉尔地区的48名巴什基尔人（来自巴什科尔托斯坦共和国布尔姜区与阿布泽利洛沃区），以及1名来自塞尔维亚伏伊伏丁那的个体。阿尔帕德家族成员与这名塞尔维亚个体共享数个特有的SNP（单核苷酸多态性），构成了一个新的亚支：R-SUR51 > R-ARP。而该塞尔维亚个体还具有额外的私有SNP，进一步分化为R-ARP > R-UVD。这意味着他是阿尔帕德家族的后代，其分支大约形成于900年前。根据R-Y2633单倍群的地理分布、出现频率及共祖时间估算，该王朝的远祖起源于约4500年前的阿富汗北部地区；而R-ARP与其最接近亲属——阿的里-乌拉尔地区的巴什基尔人之间的分化时间约为2000年前。此外，由于N-B539单倍群在匈牙利人与巴什基尔人之间的分化也估算为约2000年前，这进一步印证了一个推论：拥有乌戈尔与突厥血统的匈牙利人祖先，约在公元前1世纪左右离开阿的里-乌拉尔地区，开始了一场迁徙，并最终在喀尔巴阡盆地定居。
一项于2022年5月发表在科学期刊《当代生物学》上的考古基因组学研究分析了匈牙利征服时期与早期阿尔帕德时期（10至11世纪）共113位个体的遗骸，其中包括来自10世纪匈牙利精英墓地的48位个体，以及65位普通人墓地的个体。根据常染色体分析，研究发现匈牙利征服者精英的核心基因组成可建模为约50%曼西人类似成分、约35%萨尔马提亚人类似成分、以及约15%匈人/匈奴类似成分。研究推测，曼西人与萨尔马提亚人之间的混合事件发生在公元前643至前431年间，地点为南乌拉尔地区；而曼西人与匈人之间的混合则发生在公元217至315年间。不过，大多数个体的遗传结构可以简化为两种组分的混合模型：“Conq_Asia_Core”（征服者亚洲核心）与“Eur_Core”（欧洲核心）。在Y染色体单倍群方面，精英男性个体携带了一系列东亚单倍群，包括N1a、D1a、C2a，其中Q1a和R1a-Z94则被视为匈奴相关血统的标志，并且这些类型通常伴随着亚洲母系单倍群。值得注意的是，I2-Y3120的下游支系几乎仅出现在精英阶层中，且“经常伴随亚洲母系单倍群”，这表明I2a1a2b1a1a可能更多地代表了外来移民，而非本地人口。此外，研究还发现：一种“原始乌戈尔”基因库出现在青铜时代，由梅若夫斯卡亚文化与恩加纳桑人混合形成，这一发现在遗传学与语言学证据之间建立了联系，支持了乌戈尔语族的深层共同起源假说。
另一项于2022年发表的研究综合分析了以下人群的古代基因数据：来自西西伯利亚（6至13世纪）的原始鄂毕-乌戈尔人、征服前时期以及阿的里-乌拉尔地区（6至14世纪）的匈牙利人先民及其邻近人群。研究强调，匈牙利征服者与铁器时代萨尔加特文化之间存在密切联系。他们祖先最早的定居痕迹可以在东乌拉尔与西南西伯利亚西部地带被发现，其范围由托博尔河、额尔齐斯河与伊希姆河划定。这些人群随后越过伏尔加河，并于9世纪初迁至黑海以北地区。尽管语言学模型和年代学估算认为匈牙利人与鄂毕-乌戈尔人约在1500–2000年前就已分化，但研究指出，在西西伯利亚两者长期近邻的情况下，“匈牙利人的祖先与原始鄂毕-乌戈尔人之间几乎没有或完全没有生物学联系”。研究还指出，在喀尔巴阡盆地，新迁入者与本地人口的基因混合直到10世纪下半叶才开始。此外，迁入者中男性与女性一同到来，部分来自东方的母系谱系仍然在该地区保存至今。匈牙利征服者的主要父系单倍群是N型，占比达36.8%。该类型在现代匈牙利人群中虽已大幅减少，但仍保有6.1%至1%不等的残存比例。

## 艺术表现

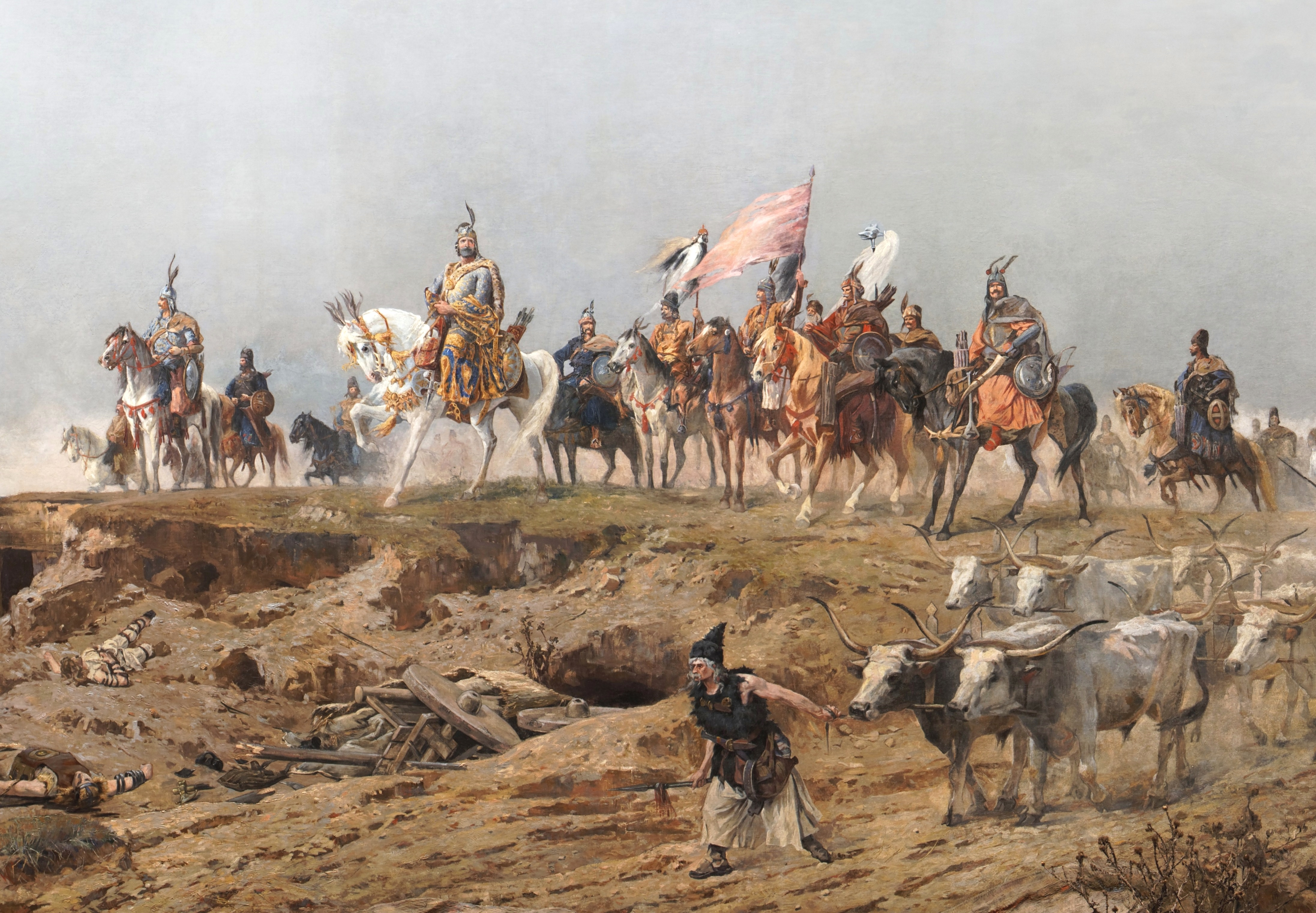
七个马扎尔酋长，费什蒂全景画的一部分

对这一历史事件最著名的艺术再现是《匈牙利人的到来》或称费斯蒂全景画（Feszty-körkép），这是一幅由匈牙利画家费斯蒂·阿尔帕德及其助手创作的大型环形全景画。该画作于1894年完成，为纪念匈牙利人征服喀尔巴阡盆地一千周年。自1995年匈牙利征服1100周年纪念以来，这幅画被永久陈列于匈牙利欧普斯陶塞尔国家遗产公园。另一位著名匈牙利画家蒙卡奇·米哈伊也曾以《征服》为题，描绘了这一历史场景，该作品创作于1893年，为匈牙利议会大厦而作。

## 脚注
1. 1 2  Kontler 1999，第42頁.
2. ↑  Roman 2003，第145頁.
3. ↑   [History 5. for primary school students] (PDF). Oktatási Hivatal (Hungarian Educational Authority). 2020: 15, 112, 116, 137, 138, 141  [2 July 2023]. ISBN 978-615-6178-37-4. （原始内容 (PDF)存档于21 December 2023） （Hungarian）.
4. ↑  Szőke, Béla Miklós.  (PDF). Budapest: Hungarian National Museum. 2014. ISBN 978-615-5209-17-8.
5. 1 2 3  Szabados, György.  [Outline of the background of the Hungarian conquest of the Carpathian Basin] (PDF).  [Peoples and cultures in the Carpathian Basin]. Magyar Nemzeti Múzeum. 2016. ISBN 978-615-5209-56-7 （Hungarian）.
6. ↑  Szabados, György.  [Continuity and/or encounter? "Avar" and "Hungarian" in the 9th century Carpathian Basin]. 2018 （Hungarian）.
7. ↑  Wang, Chuan-Chao; Posth, Cosimo; Furtwängler, Anja; Sümegi, Katalin; Bánfai, Zsolt; Kásler, Miklós; Krause, Johannes; Melegh, Béla. . Scientific Reports. 28 September 2021, 11 (1): 19210. Bibcode:2021NatSR..1119210W. PMC 8478946 . PMID 34584164. doi:10.1038/s41598-021-98796-x.
8. ↑  Sudár, Balázs; Petek, Zsolt.  [Hungarian Prehistory 4 - Conquest and Settlement] (PDF). Helikon Kiadó, MTA BTK Magyar Őstörténeti Témacsoport (Hungarian Academy of Sciences – Hungarian Prehistory Research Team). 2016. ISBN 978-963-227-755-4.
9. 1 2  Révész, László.  (PDF). Budapest: Hungarian National Museum. 2014. ISBN 9786155209185.
10. ↑  Négyesi, Lajos; Veszprémy, László. Gubcsi, Lajos , 编.  (PDF). Budapest: MoD Zrínyi Média Ltd. 2011. ISBN 978-963-327-515-3.
11. ↑  Szabados, György.  [From Álmos to Saint Stephen]. Rubicon (Hungarian Historical Information Dissemination). May 2022 （Hungarian）.
12. 1 2  Endre, Neparáczki. . Magyarságkutató Intézet (Institute of Hungarian Research). 28 July 2022 （Hungarian）.
13. ↑  Dreisziger, Nándor. . library.ualberta.ca. 2016  [12 August 2023].
14. ↑  Csanád, Bálint. . ResearchGate. June 2023  [12 August 2023].
15. ↑  Kontler 1999，第39頁.
16. ↑  Engel 2001，第10頁.
17. ↑  Curta 2006，第123頁.
18. 1 2 3  Spinei 2003，第50頁.
19. ↑  The Annals of St-Bertin (year 862), p. 102
20. 1 2  Bowlus 1994，第237頁.
21. ↑  Bowlus 1994，第338頁.
22. ↑  Kristó 1996a，第148., 156頁.
23. ↑  Spinei 2003，第42–43頁.
24. ↑  Constantine Porphyrogenitus: De Administrando Imperio (ch. 38), p. 173.
25. ↑  Constantine Porphyrogenitus: De Administrando Imperio (ch. 40), p. 175.
26. ↑  Kristó 1996a，第156頁.
27. 1 2 3  Spinei 2003，第44頁.
28. ↑  Curta 2006，第124頁.
29. 1 2  Makkai 1994，第10頁.
30. ↑  Anonymus, Notary of King Béla: The Deeds of the Hungarians (ch. 1.), p. 11.
31. ↑  Kristó 1996a，第116–117頁.
32. 1 2 3  Spinei 2003，第51頁.
33. ↑  Róna-Tas 1999，第329頁.
34. ↑  Bowlus 1994，第237–238頁.
35. ↑  Madgearu 2005b，第34., 37頁.
36. ↑  Róna-Tas 1999，第69–72頁.
37. 1 2  Spinei 2003，第33頁.
38. ↑  Kristó 1996a，第101–104頁.
39. ↑  Róna-Tas 1999，第343., 347頁.
40. ↑  Spinei 2003，第42頁.
41. ↑  Róna-Tas 1999，第343., 353頁.
42. ↑  Engel 2001，第15頁.
43. ↑  Engel 2001，第15–16頁.
44. ↑  Spinei 2003，第20頁.
45. 1 2  The Chronicle of Regino of Prüm (year 889), p. 205.
46. 1 2  Spinei 2003，第19頁.
47. ↑  Róna-Tas 1999，第358頁.
48. ↑  Róna-Tas 1999，第136頁.
49. 1 2  Engel 2001，第16頁.
50. ↑  The Taktika of Leo VI (18.47–50), pp. 455–457.
51. 1 2  Macartney 1953，第64–65, 70頁.
52. ↑  Anonymus, Notary of King Béla: The Deeds of the Hungarians (ch. 9.), p. 27.
53. ↑  Madgearu 2005b，第45頁.
54. 1 2  Georgescu 1991，第15頁.
55. ↑  Anonymus, Notary of King Béla: The Deeds of the Hungarians (ch. 11.), p. 33.
56. ↑  Simon of Kéza: The Deeds of the Hungarians (ch. 2.23), pp. 73-75.
57. ↑  Madgearu 2005b，第46–47頁.
58. ↑  Macartney 1953，第103頁.
59. ↑  Macartney 1953，第70, 80頁.
60. ↑  Pop 2013，第63頁.
61. 1 2 3  Kristó 1996b，第95頁.
62. ↑  Kiss 1983，第187., 190., 233., 408., 481., 532., 599., 643頁.
63. ↑  Kiss 1983，第80., 108., 661., 712頁.
64. 1 2  Makkai 1994.
65. ↑  Kristó 1996b，第96頁.
66. ↑  Kiss 1983，第166–167., 331., 465., 697頁.
67. 1 2  Kristó 1996b，第98頁.
68. ↑  Kristó 1996b，第96., 98頁.
69. ↑  Kiss 1983，第91–92頁.
70. 1 2 3  Béla Miklós Szőke.  (PDF). MTA Bölcsészettudományi Kutatóközpont. 17 April 2013  [7 December 2013] （匈牙利语）.
71. ↑  György Szabados.  (PDF). MTA Bölcsészettudományi Kutatóközpont, Kecskeméti Katona József Múzeum: 121–140. 2015  [8 July 2017] （匈牙利语）.
72. ↑  Róna-Tas 1999，第262頁.
73. ↑  Makkai 1994，第6–7頁.
74. ↑  Engel 2001，第2頁.
75. ↑  Kontler 1999，第31–32頁.
76. ↑  Curta 2006，第92頁.
77. ↑  Spiesz, Caplovic & Bolchazy 2006，第19頁.
78. ↑  Makkai 1994，第7頁.
79. 1 2 3  Szőke 2003，第314頁.
80. ↑  Bowlus 1994，第57–58頁.
81. 1 2  Bowlus 1994，第57頁.
82. ↑  Róna-Tas 1999，第264頁.
83. ↑  Pohl 1998，第19頁.
84. 1 2  Olajos 2001，第55頁.
85. 1 2  Róna-Tas 1999，第285-286頁.
86. ↑  Kristó 1996b，第97-98頁.
87. ↑  Bowlus 1994，第72–73頁.
88. 1 2 3 4  Róna-Tas 1999，第243頁.
89. ↑  Barford 2001，第95頁.
90. ↑  Róna-Tas 1999，第133頁.
91. ↑  Szőke 2003，第315頁.
92. ↑  Bowlus 1994，第125頁.
93. ↑  Bowlus 1994，第202頁.
94. ↑  The Annals of Fulda (year 884), p. 110.
95. ↑  Bowlus 1994，第208–213頁.
96. 1 2  Spiesz, Caplovic & Bolchazy 2006，第20頁.
97. ↑  Spiesz, Caplovic & Bolchazy 2006，第21–22頁.
98. ↑  Kontler 1999，第31–33頁.
99. ↑  Spiesz, Caplovic & Bolchazy 2006，第24–25頁.
100. ↑  Curta 2006，第126–127頁.
101. 1 2 3  Constantine Porphyrogenitus: De Administrando Imperio (ch. 40), p. 177.
102. ↑  Kristó 1996a，第180頁.
103. ↑  Kristó 1996a，第180–181頁.
104. ↑  Kristó 1996a，第181頁.
105. ↑  Curta 2006，第127頁.
106. ↑  Curta 2006，第130頁.
107. ↑  Engel 2001，第4頁.
108. ↑  Curta 2006，第149頁.
109. ↑  Royal Frankish Annals (year 824), p. 116.
110. ↑  Curta 2006，第157–159頁.
111. ↑  Royal Frankish Annals (year 827), p. 122.
112. ↑  Fine 1991，第107頁.
113. ↑  Curta 2006，第158頁.
114. ↑  Curta 2006，第159頁.
115. ↑  Fine 1991，第118頁.
116. ↑  Bowlus 1994，第224–225., 229頁.
117. ↑  Bowlus 1994，第229頁.
118. ↑  The Annals of Fulda (year 892), p. 124.
119. 1 2  Fine 1991，第11頁.
120. ↑  Anonymus, Notary of King Béla: The Deeds of the Hungarians (ch. 35.), p. 77.
121. ↑  Anonymus, Notary of King Béla: The Deeds of the Hungarians (ch. 24.), p. 59.
122. ↑  Grzesik 2016，第29, 32頁.
123. ↑  Grzesik 2016，第28-29頁.
124. ↑  Curta 2001，第148–149頁.
125. ↑  Madgearu 2005b，第115頁.
126. ↑  Curta 2001，第148頁.
127. 1 2  Tóth 1998，第169頁.
128. ↑  Tóth 1998，第169., 230–231頁.
129. ↑   [History 5. for primary school students] (PDF). Oktatási Hivatal (Hungarian Educational Authority). 2020: 15, 112, 116, 137, 138, 141  [2 July 2023]. ISBN 978-615-6178-37-4. （原始内容 (PDF)存档于21 December 2023） （Hungarian）.
130. ↑  Wang, Chuan-Chao; Posth, Cosimo; Furtwängler, Anja; Sümegi, Katalin; Bánfai, Zsolt; Kásler, Miklós; Krause, Johannes; Melegh, Béla. . Scientific Reports. 28 September 2021, 11 (1): 19210. Bibcode:2021NatSR..1119210W. PMC 8478946 . PMID 34584164. doi:10.1038/s41598-021-98796-x.
131. ↑  Szabados, György.  [From Álmos to Saint Stephen]. Rubicon (Hungarian Historical Information Dissemination). May 2022 （Hungarian）.
132. ↑  Szabados, György.  [Outline of the background of the Hungarian conquest of the Carpathian Basin] (PDF).  [Peoples and cultures in the Carpathian Basin]. Magyar Nemzeti Múzeum. 2016. ISBN 978-615-5209-56-7 （Hungarian）.
133. ↑  Szőke, Béla Miklós.  (PDF). Budapest: Hungarian National Museum. 2014. ISBN 978-615-5209-17-8.
134. ↑  Sudár, Balázs; Petek, Zsolt.  [Hungarian Prehistory 4 - Conquest and Settlement] (PDF). Helikon Kiadó, MTA BTK Magyar Őstörténeti Témacsoport (Hungarian Academy of Sciences – Hungarian Prehistory Research Team). 2016. ISBN 978-963-227-755-4.
135. 1 2  Révész, László.  (PDF). Budapest: Hungarian National Museum. 2014. ISBN 9786155209185.
136. ↑  Négyesi, Lajos; Veszprémy, László. Gubcsi, Lajos , 编.  (PDF). Budapest: MoD Zrínyi Média Ltd. 2011. ISBN 978-963-327-515-3.
137. ↑   [History School Book] (PDF). Oktatási Hivatal (Hungarian Educational Authority). 2020: 120, 170  [2 July 2023]. ISBN 978-615-6178-22-0. （原始内容 (PDF)存档于12 May 2023）.
138. ↑  Tóth 1998，第170頁.
139. ↑  Tóth 1998，第170., 226., 234頁.
140. ↑  Kristó 1996a，第181–182頁.
141. ↑  Tóth 1998，第169–170頁.
142. ↑  Róna-Tas 1999，第336頁.
143. 1 2 3  Kristó 1996a，第175頁.
144. ↑  Bowlus 1994，第241頁.
145. ↑  Liudprand of Cremona: Retribution (1.13), p. 56.
146. 1 2  Madgearu 2005b，第91頁.
147. 1 2  Kristó 1996b，第107頁.
148. 1 2  Bowlus 1994，第240頁.
149. ↑  The Annals of Fulda (year 894), p. 129.
150. 1 2  Kristó 1996a，第177頁.
151. ↑  Róna-Tas 1999，第332頁.
152. ↑  Tóth 1998，第149–150頁.
153. ↑  Tóth 1998，第150頁.
154. ↑  The Hungarian Illuminated Chronicle (ch. 28), p. 99.
155. ↑  The History of al-Tabari (38:2138), p. 11.
156. ↑  Tóth 1998，第178頁.
157. 1 2  Kristó 1996a，第182頁.
158. ↑  Tóth 1998，第178–179頁.
159. ↑  Tóth 1998，第179–180頁.
160. ↑  Constantine Porphyrogenitus: De Administrando Imperio (ch. 37), p. 167.
161. ↑  Fine 1991，第137頁.
162. 1 2 3 4 5  Curta 2006，第178頁.
163. ↑  Kristó 1996a，第183頁.
164. 1 2  Fine 1991，第138頁.
165. ↑  Kristó 1996a，第186頁.
166. 1 2 3  Fine 1991，第139頁.
167. ↑  Engel 2001，第12頁.
168. 1 2  Kristó 1996a，第188頁.
169. ↑  The Chronicle of Regino of Prüm (year 889), pp. 204–205.
170. ↑  The Hungarian Illuminated Chronicle (ch. 26), p. 98.
171. ↑  Tóth 1998，第189頁.
172. ↑  Tóth 1998，第189–190頁.
173. ↑  Tóth 1998，第191頁.
174. ↑  Spinei 2003，第55頁.
175. 1 2 3 4 5  Kristó 1996a，第191頁.
176. ↑  Spinei 2009，第71–72頁.
177. 1 2  Engel 2003，第654頁.
178. ↑  Bowlus 1994，第214., 241–242頁.
179. ↑  Kristó 1996a，第195頁.
180. ↑  Bowlus 1994，第243頁.
181. 1 2  Bartl 2002，第23頁.
182. ↑  Spiesz, Caplovic & Bolchazy 2006，第25頁.
183. ↑  Kristó 1996a，第197頁.
184. ↑  Kristó 1996a，第197–198頁.
185. 1 2  Kristó 1996a，第198頁.
186. 1 2 3  Engel 2003，第13頁.
187. ↑  Bowlus 1994，第244, 246頁.
188. ↑  Madgearu 2005b，第22–23頁.
189. ↑  Pop 1996，第131-136頁.
190. 1 2  Madgearu 2005b，第22頁.
191. ↑  Spinei 2003，第59頁.
192. 1 2  The Hungarian Illuminated Chronicle (ch. 28), p. 98.
193. 1 2  Spinei 2003，第31頁.
194. ↑  Anonymus, Notary of King Béla: The Deeds of the Hungarians (ch. 6.), p. 19.
195. ↑  Simon of Kéza: The Deeds of the Hungarians (ch. 2.27-33.), pp. 81-85.
196. ↑  Tóth 1998，第116., 121., 125頁.
197. ↑  Kristó 1996a，第191–192頁.
198. ↑  Spinei 2003，第68頁.
199. 1 2  Spinei 2003，第69頁.
200. 1 2  Kristó 1996a，第200頁.
201. ↑  Bowlus 1994，第246頁.
202. 1 2 3  Kristó 1996a，第199頁.
203. ↑  Bowlus 1994，第247頁.
204. 1 2 3  Bowlus 1994，第248頁.
205. 1 2  Grzesik 2016，第31頁.
206. ↑  Spinei 2009，第73頁.
207. ↑  Cross & Sherbowitz-Wetzor 1953，第235, note 29頁.
208. ↑  Ostrowski & Birnbaum 2014，5.23–25; 6.6–8; 25.10–21..
209. ↑  Bowlus 1994，第248–250頁.
210. ↑  Kristó 1996b，第142頁.
211. 1 2  Kristó 1996a，第193頁.
212. ↑  Barford 2001，第109–111頁.
213. ↑  Constantine Porphyrogenitus: De Administrando Imperio (ch. 41), p. 181.
214. ↑  Bowlus 1994，第257頁.
215. ↑  Madgearu 2005b，第22., 33., 39頁.
216. ↑  Spinei 2003，第62頁.
217. ↑  Madgearu 2005b，第25頁.
218. ↑  Macartney 1953，第71., 79頁.
219. ↑  Madgearu 2005b，第35–36頁.
220. ↑  Anonymus, Notary of King Béla: The Deeds of the Hungarians (ch. 44.), p. 97.
221. 1 2  Kristó 1996a，第201頁.
222. 1 2 3 4  Spinei 2003，第70頁.
223. ↑  Bowlus 1994，第250頁.
224. ↑  Kristó 1996a，第203頁.
225. ↑  Bowlus 1994，第251頁.
226. 1 2  Bowlus 1994，第254頁.
227. 1 2  Bowlus 1994，第258頁.
228. 1 2  Makkai 1994，第12頁.
229. 1 2 3  Spinei 2003，第72頁.
230. ↑  Bowlus 1994，第259–265頁.
231. ↑  Spiesz, Caplovic & Bolchazy 2006，第27頁.
232. ↑  Kontler 1999，第45頁.
233. 1 2 3  Róna-Tas 1999，第111頁.
234. ↑  Róna-Tas 1999，第110–111頁.
235. 1 2  Engel 2001，第44, 57頁.
236. 1 2  Spinei 2003，第57頁.
237. ↑  Hajdú 2004，第243頁.
238. ↑  Kontler 1999，第44頁.
239. ↑  Madgearu 2005a，第110–111頁.
240. ↑  Róna-Tas 1999，第118頁.
241. 1 2  Kristó 1996b，第145頁.
242. ↑  Constantine Porphyrogenitus: De Administrando Imperio (ch. 8), p. 57
243. ↑  Spinei 2003，第76–77頁.
244. ↑  Spinei 2003，第77頁.
245. 1 2  Kontler 1999，第47頁.
246. ↑  Spinei 2003，第84頁.
247. 1 2 3  Engel 2003，第650頁.
248. ↑  Róna-Tas 1999，第53頁.
249. ↑  Róna-Tas 1999，第55頁.
250. ↑  Róna-Tas 1999，第51–52頁.
251. ↑  Róna-Tas 1999，第54頁.
252. ↑  Engel 2003，第652頁.
253. 1 2  Róna-Tas 1999，第56頁.
254. ↑  Engel 2003，第653頁.
255. ↑  Róna-Tas 1999，第57頁.
256. 1 2  Kristó 1996a，第176頁.
257. ↑  Macartney 1953，第16頁.
258. ↑  Kristó 1996a，第185頁.
259. 1 2  Róna-Tas 1999，第61頁.
260. 1 2  Róna-Tas 1999，第62頁.
261. ↑  Madgearu 2005b，第52頁.
262. ↑  Macartney 1953，第1頁.
263. ↑  Madgearu 2005b，第24頁.
264. 1 2  Róna-Tas 1999，第58頁.
265. ↑  Szakács 2006，第150頁.
266. 1 2 3 4  Buranbaeva & Mladineo 2011，第113頁.
267. ↑  Madgearu 2005b，第20頁.
268. ↑  Curta 2006，第350頁.
269. ↑  Macartney 1953，第59頁.
270. ↑  Kristó 1996a，第71頁.
271. ↑  Curta 2006，第193頁.
272. ↑  Barford 2001，第231頁.
273. ↑  Curta 2001，第151頁.
274. ↑  Spinei 2003，第57–59頁.
275. ↑  Róna-Tas 1999，第117–118., 134頁.
276. ↑  Spinei 2003，第37頁.
277. ↑  Engel 2001，第17頁.
278. 1 2  Róna-Tas 1999，第139頁.
279. ↑  Spinei 2003，第39頁.
280. ↑  Róna-Tas 1999，第133–134頁.
281. ↑  Spinei 2003，第24頁.
282. ↑  Spinei 2003，第55., 58頁.
283. ↑  Spinei 2003，第108–109頁.
284. ↑  Csányi et al. 2008.
285. ↑  Priskin et al. 2009.
286. ↑  Nagy et al. 2011.
287. ↑  Csősz et al. 2016.
288. ↑  Neparáczki et al. 2016.
289. ↑  Neparáczki et al. 2018.
290. ↑  Maár et al. 2021.
291. ↑  Neparáczki et al. 2019.
292. ↑  Post et al. 2019.
293. ↑  Fóthi et al. 2020.
294. ↑  Csáky et al. 2020.
295. ↑  Nagy et al. 2020.
296. ↑  Maróti et al. 2022.
297. ↑  Szeifert, Bea; Gerber, Daniel; Csáky, Veronika; Langó, Péter; Stashenkov, Dmitrii; Khokhlov, Aleksandr; Sitdikov, Ayrat; Gazimzyanov, Ilgizar. . Human Molecular Genetics. 9 May 2022, 31 (19): 3266–3280. PMC 9523560 . PMID 35531973. doi:10.1093/hmg/ddac106.
298. ↑  . Tourism portal of Hungary. 2010  [January 6, 2010]. （原始内容存档于3 September 2009）.

### 一手來源
- Anonymus, Notary of King Béla: The Deeds of the Hungarians (Edited, Translated and Annotated by Martyn Rady and László Veszprémy) (2010). In: Rady, Martyn; Veszprémy, László; Bak, János M. (2010); Anonymus and Master Roger; CEU Press; ISBN 978-963-9776-95-1.
- Constantine Porphyrogenitus: De Administrando Imperio (Greek text edited by Gyula Moravcsik, English translation by Romillyi J. H. Jenkins) (1967). Dumbarton Oaks Center for Byzantine Studies. ISBN 0-88402-021-5.
- Liudprand of Cremona: Retribution (2007). In: The Complete Works of Liudprand of Cremona (Translated by Paolo Squatriti); The Catholic University of Press; ISBN 978-0-8132-1506-8.
- Royal Frankish Annals (1972). In: Carolingian Chronicles: Royal Frankish Annals and Nithard's Histories (Translated by Bernhard Walter Scholz with Barbara Rogers); The University of Michigan Press; ISBN 0-472-06186-0.
- Simon of Kéza: The Deeds of the Hungarians (Edited and translated by László Veszprémy and Frank Schaer with a study by Jenő Szűcs) (1999). CEU Press. ISBN 963-9116-31-9.
- The Annals of Fulda (Ninth-Century Histories, Volume II) (Translated and annotated by Timothy Reuter) (1992). Manchester University Press. ISBN 0-7190-3458-2.
- The Annals of St-Bertin (Ninth-Century Histories, Volume I) (Translated and annotated by Janet L. Nelson) (1991). Manchester University Press. ISBN 978-0-7190-3426-8.
- The Chronicle of Regino of Prüm (2009). In: History and Politics in Late Carolingian and Ottonian Europe: The Chronicle of Regino of Prüm and Adalbert of Magdeburg (Translated and annotated by Simon MacLean); Manchester University Press; ISBN 978-0-7190-7135-5.
- The History of al-Tabarī, Volume XXXVIII: The Return of the Caliphate to Baghdad (Translated by Franz Rosenthal) (1985). State University of New York Press. ISBN 0-87395-876-4.
- The Hungarian Illuminated Chronicle: Chronica de Gestis Hungarorum (Edited by Dezső Dercsényi) (1970). Corvina, Taplinger Publishing. ISBN 0-8008-4015-1.
- Cross, Samuel Hazzard; Sherbowitz-Wetzor, Olgerd P.  (PDF). Cambridge, Massachusetts: The Mediaeval Academy of America. 1953: 325  [26 January 2023]. （原始内容存档 (PDF)于2021-08-27）. (First edition published in 1930. The first 50 pages are a scholarly introduction.)
  - Cross, Samuel Hazzard; Sherbowitz-Wetzor, Olgerd P.  (PDF). Toronto: Electronic Library of Ukrainian Literature, University of Toronto. 2013: 16 [1953]  [26 January 2023]. （原始内容 (PDF)存档于30 May 2014）.
- Ostrowski, Donald; Birnbaum, David J. . pvl.obdurodon.org. 7 December 2014  [18 May 2024]. （原始内容存档于2024-09-21） （教会斯拉夫语）.
- The Taktika of Leo VI (Text, translation, and commentary by George T. Dennis) (2010). Dumbarton Oaks. ISBN 978-0-88402-359-3.

### 二手來源
- Barford, P. M. . Cornell University Press. 2001. ISBN 0-8014-3977-9.
- Bartl, Július. . Bolchazy-Carducci Publishers. 2002. ISBN 0-86516-444-4.
- Bowlus, Charles R. . University of Pennsylvania Press. 1994. ISBN 0-8122-3276-3.
- Buranbaeva, Oksana; Mladineo, Vanja. . ABC-CLIO. 2011. ISBN 978-0-313-38369-4.
- Csáky, Veronika;  et al. . Scientific Reports. November 2020, 10 (1): 19137. Bibcode:2020NatSR..1019137C. PMC 7645724 . PMID 33154399. doi:10.1038/s41598-020-75910-z .
- Csányi, Bernadett;  et al. . 人類遺傳學年鑑. July 2008, 72 (4): 519–534. PMID 18373723. doi:10.1111/j.1469-1809.2008.00440.x .
- Csősz, Aranka;  et al. . 科學報告 (Nature Portfolio). September 16, 2016, 6 (33446): 33446. Bibcode:2016NatSR...633446C. PMC 5025779 . PMID 27633963. doi:10.1038/srep33446.
- Curta, Florin. . Urbańczyk, Przemyslaw  (编). . Wydawn. 2001: 141–165. ISBN 83-7181-211-6.
- Curta, Florin. . Cambridge University Press. 2006. ISBN 978-0-521-89452-4.
- Engel, Pál. . I.B. Tauris Publishers. 2001. ISBN 1-86064-061-3.
- Engel, Pál. . Csukovits, Enikő  (编). . Osiris Kiadó. 2003: 649–660. ISBN 963-389-392-5 （匈牙利语）.
- Fine, John V. A. . The University of Michigan Press. 1991. ISBN 0-472-08149-7.
- Fóthi, Erzsébet;  et al. . Archaeological and Anthropological Sciences (施普林格科学+商业媒体). January 14, 2020, 12 (31). Bibcode:2020ArAnS..12...31F. doi:10.1007/s12520-019-00996-0 .
- Georgescu, Vlad. . Ohio State University Press. 1991. ISBN 0-8142-0511-9.
- Grzesik, Ryszard. . Res Historica. 2016, 41: 28–29  [18 May 2017]. ISSN 2082-6060. doi:10.17951/rh.2016.0.25 . （原始内容存档于2024-12-03）.
- Hajdú, Mihály. . Nanovfszky, György; Rubovszky, Éva; Klima, László;  et al  (编). . Teleki László Foundation & Hungarian National Organisation of the World Congress of Finno-Ugric Peoples. 2004: 235–246. ISBN 963-7081-01-1.
- Kiss, Lajos. . Akadémiai Kiadó. 1983. ISBN 963-05-3346-4 （匈牙利语）.
- Kontler, László. . Atlantisz Publishing House. 1999. ISBN 963-9165-37-9.
- Kristó, Gyula. . Magvető Könyvkiadó. 1983. ISBN 963-271-890-9 （匈牙利语）.
- Kristó, Gyula. . Szegedi Középkorász Muhely. 1996a. ISBN 963-482-113-8.
- Kristó, Gyula. . Szegedi Középkorász Muhely. 1996b. ISBN 963-09-3836-7 （匈牙利语）.
- Maár, Kitti;  et al. . Genes. March 2021, 12 (3): 460. PMC 8005002 . PMID 33807111. doi:10.3390/genes12030460 .
- Macartney, C. A. . Cambridge University Press. 1953. ISBN 978-0-521-08051-4.
- Madgearu, Alexandru. . Curta, Florin  (编). . The University of Michigan Press. 2005a: 103–120. ISBN 978-0-472-11498-6.
- Madgearu, Alexandru. . Romanian Cultural Institute, Center for Transylvanian Studies. 2005b. ISBN 973-7784-01-4.
- Makkai, László. . Sugar, Peter F.; Hanák, Péter; Frank, Tibor  (编). . Indiana University Press. 1994: 1–14. ISBN 963-7081-01-1.
- Makkai, László. . Institute of History of the Hungarian Academy of Sciences. 2001  [2024-08-20]. ISBN 0-88033-479-7. （原始内容存档于2024-06-18）.
- Maróti, Zoltán; Neparáczki, Endre; Schütz, Oszkár. . 當代生物學. 2022-05-25, 32 (13): 2858–2870.e7. Bibcode:2022CBio...32E2858M. PMID 35617951. S2CID 249050620. doi:10.1016/j.cub.2022.04.093  （English）.
- Nagy, D.;  et al. . American Journal of Physical Anthropology. March 2011, 145 (2): 262–269. PMID 21365615. doi:10.1002/ajpa.21490 .
- Nagy, P.L.; Olasz, J.; Neparáczki, E.;  et al, , European Journal of Human Genetics, 2020, 29 (1): 164–172, PMC 7809292 , PMID 32636469, doi:10.1038/s41431-020-0683-z
- Neparáczki, Endre; Juhász, Zoltán; Pamjav, Horolma; Fehér, Tibor; Csányi, Bernadett; Zink, Albert; Maixner, Frank; Pálfi, György; Molnár, Erika; Pap, Ildikó; Kustár, Ágnes; Révész, László; Raskó, István; Török, Tibor. . Molecular Genetics and Genomics. November 2016, 292 (1): 201–214. PMID 27803981. S2CID 4099313. doi:10.1007/s00438-016-1267-z.
- Neparáczki, Endre;  et al. . PLOS ONE (公共科学图书馆). October 18, 2018, 13 (10): e0205920. Bibcode:2018PLoSO..1305920N. PMC 6851379 . PMID 30335830. doi:10.1371/journal.pone.0205920 .
- Neparáczki, Endre;  et al. . 科學報告 (Nature Portfolio). November 12, 2019, 9 (16569): 16569. Bibcode:2019NatSR...916569N. PMC 6851379 . PMID 31719606. doi:10.1038/s41598-019-53105-5.
- Olajos, Teréz.  (PDF). Tiszatáj (Szeged (HU): Tiszatáj Alapítvány). 2001, 55 (11): 50–56  [2013-09-29]. （原始内容 (PDF)存档于5 February 2012） （匈牙利语）.
- Pohl, Walter. . Little, Lester K.; Rosenwein, Barbara  (编). . Blackwell Publishers. 1998: 15–24. ISBN 1-57718-008-9.
- Pop, Ioan Aurel. . Centrul de Studii Transilvane, Fundaţia Culturală Română. 1996. ISBN 973-577-037-7.
- Pop, Ioan-Aurel. . Peter Lang. 2013. ISBN 978-3-631-64866-7.
- Post, Helen;  et al. . Scientific Reports. May 2019, 9 (1): 7786. Bibcode:2019NatSR...9.7786P. PMC 6534673 . PMID 31127140. doi:10.1038/s41598-019-44272-6 .
- Priskin, K.;  et al. . Genetica. September 2009, 138 (2): 211–218. PMID 19789983. doi:10.1007/s10709-009-9411-x .
- Roman, Eric. . Facts on File. 2003. ISBN 0-8160-4537-2.
- Róna-Tas, András. . CEU Press. 1999. ISBN 978-963-9116-48-1.
- Spiesz, Anton; Caplovic, Dusan; Bolchazy, Ladislaus J. . Bolchazy-Carducci Publishers. 2006. ISBN 978-0-86516-426-0.
- Spinei, Victor. . Romanian Cultural Institute. 2003. ISBN 973-85894-5-2.
- Spinei, Victor. . Koninklijke Brill NV. 2009. ISBN 978-90-04-17536-5.
- Szakács, Béla Zsolt. . Kooper, Erik  (编). . Rodopi. 2006: 149–176. ISBN 978-90-420-2088-7.
- Szőke, Béla Miklós. . Visy, Zsolt; Nagy, Mihály; B. Kiss, Zsuzsa  (编).  (PDF). Nemzeti Kulturális Örökség Minisztériuma. 2003: 312–317  [2024-08-20]. ISBN 978-963-86291-7-3. （原始内容存档 (PDF)于2024-09-30） （匈牙利语）.
- Tóth, Sándor László. . Szegedi Középkorász Muhely. 1998. ISBN 963-482-175-8 （匈牙利语）.
- Tóth, Sándor László. . Prinzing, Günter; Salamon, Maciej  (编). . Otto Harrassowitz. 1999: 23–34. ISBN 3-447-04146-3.